# Église Saint-Fortunat de Saint-Fort-sur-Gironde
L’église Saint-Fortunat est une église paroissiale située à Saint-Fort-sur-Gironde, dans le département français de la Charente-Maritime et la région Nouvelle-Aquitaine. Elle fait la synthèse de différents courants architecturaux tels que roman saintongeais, gothique flamboyant et Renaissance.
L'église est classée monument historique.

## Localisation
L'église Saint-Fortunat se trouve au centre du bourg de Saint-Fort-sur-Gironde.

## Historique
L´église tire son vocable de saint Venance Fortunat, évêque de Poitiers au début du VIIe siècle. En 1136, une bulle papale confirme la donation faite de cette église par Guillaume, évêque de Saintes, à l'abbaye de Sainte-Gemme, dépendance de l'abbaye de la Chaise-Dieu, en Auvergne. Dès lors, un prieuré est lié à l'église de Saint-Fort.
Aux XIe et XIIe siècles, l'église, longue d´environ 18 m, devait comprendre :
- la façade telle qu'elle se présente encore aujourd’hui ;
- la première partie de la nef, avec ses deux travées et ses chapiteaux sculptés, sans doute couverte d´un toit en charpente ;
- un troisième travée surmontée d´une coupole à pendentifs, dont il reste les vestiges sur et au-dessus de la voûte actuelle ;
- la tour d'escalier nord qui devait donner accès à un clocher placé sous la coupole ;
- un chœur dont il ne reste rien.

La crypte, ou plutôt l'ossuaire, aujourd'hui située sous le bas-côté, daterait du XIIIe siècle.
Cette première église est transformée au XVe siècle avec l'abandon de la coupole, la reconstruction de la voûte de la nef, la réédification de l'avant-chœur et du chœur, la construction d'un chevet plat, et l´adjonction d'un bas-côté sud. Ces travaux, qui inscrivent l'église dans l'architecture gothique flamboyante, sont parachevés par la construction du clocher Renaissance, sans doute entre 1500 et 1520.
L'église est mise à sac pendant les guerres de Religion ; les impacts des balles sur les murs sont nombreux. Sous l'Ancien Régime l'église est entourée par le cimetière dont une partie, entre l´église et le presbytère, est réservée aux protestants.
En 1747, le prieuré lié à l´église depuis le Moyen Age est réuni au séminaire de Saintes.
L'église a traversé la Révolution sans trop de dommages (une statuette de saint Fortunat, qui devait se trouver dans la niche au-dessus de la porte sud du clocher, a été abattue à cette époque).
D´importants travaux sont réalisés dans les années 1830. La voûte est reconstruite en 1838 (date portée sur l'arc doubleau entre l'avant-chœur et le chœur), sur les plans de Jean-Gaston-Constant Prévost, architecte à Saintes. La même année, une tribune en pierre, aujourd'hui disparue, est édifiée au-dessus de la porte ouest afin de recevoir un orgue.
En 1839, les abords de l'église sont libérés par le transfert du cimetière à l'extérieur du bourg. Les restes de l´ancien cimetière sont déblayés en 1846 et remplacés par une esplanade. À la même date, le portail roman est restauré et le petit hangar ou ballet qui le masquait est retiré.
Au cours des décennies suivantes, l'effort se porte essentiellement sur l'ornementation intérieure de l´église. En 1883 toutefois, une nouvelle sacristie est construite, sur les plans de M. Grellet fils, architecte à Bordeaux, et par Victor Coutant, entrepreneur à Pons.
La toiture est refaite en 1921, et l'église reçoit l´électricité en 1932. Les vitraux sont restaurés en 1980. En 1984, les tilleuls qui occupaient une grande partie de l´esplanade au sud et à l'ouest de l´église, sont retirés. L'intérieur de l'église connaît des travaux de restauration à partir de 1993. En 2002, la chute de la grosse cloche endommage le beffroi. Les réparations ont lieu en 2003. La charpente de l'église est reconstruite en béton à cette occasion.
L´église Saint-Fortunat est classée au titre des Monuments Historiques le 13 juin 1913.

## Description

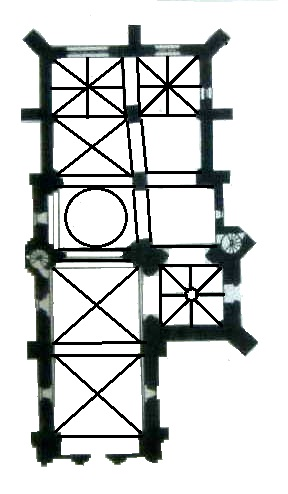
Plan de l'église.

Sans doute basée à l'origine sur un plan en croix latine, l'église actuelle est constituée de deux parties. La première, plus basse que l´autre, est la plus ancienne datant du XIe siècle, correspond aux deux travées de la nef et la façade occidentale. La seconde, du XVe siècle comprend la travée d'un ancien transept , d'un chœur de deux travées, qui se termine à l'est par un chevet plat. Au sud par un bas-côté à trois travées : la chapelle Saint-Eustache (base du clocher), le croisillon sud (le croisillon nord a disparu) et deux autres chapelles bordant le chœur.
A la jonction des deux parties, au nord, s´élève une tour d´escalier carrée puis octogonale, coiffée d´une flèche en pierre ornée de crossettes, sans doute l´accès à l´ancien clocher de l´église romane. Le mur nord de l´église est soutenu par des contreforts et percé de trois baies étroites en plein-cintre.
Le mur sud de la nef présente, à gauche, une baie étroite en plein cintre. A droite, la sacristie (datée de 1883) est accolée au mur du bas-côté. On y pénètre par une porte à linteau en accolade, surmontée d´une petite galerie, et, depuis l´intérieur, par une porte située dans la dernière travée du bas-côté. Au-dessus de la sacristie, le contrefort qui soutient le mur sud du bas-côté présente un écu fleurdelisé.
Sous la première travée du bas-côté de l´église, s'étend un ossuaire, accessible par une trappe située près de la porte du clocher. Elle est couverte d´une voûte d´ogives. Les murs sont peints de lignes rouges qui imitent un parement, et ils portent une banquette sur tout le pourtour de la crypte.
L´angle formé par le bas-côté sud et la première partie de la nef, est occupé par le clocher de style Renaissance, construit vers 1520.
A l´est, le chevet, qui date du XVe siècle, encadré par deux contreforts massifs et soutenu en son centre par un troisième, est surmonté de deux pignons. Il est percé de deux grandes baies en arc brisé et à réseau. Le contrefort central porte à son sommet un riche décor sculpté : un écu armorié, encadré par deux personnages humains ; une gargouille saillante en forme d´animal fantastique, entre les pattes duquel prend place un autre personnage humain ; un quatrième personnage se trouve sur le socle de la gargouille.

### La façade occidentale
| - Église Saint-Ouen de Rots |

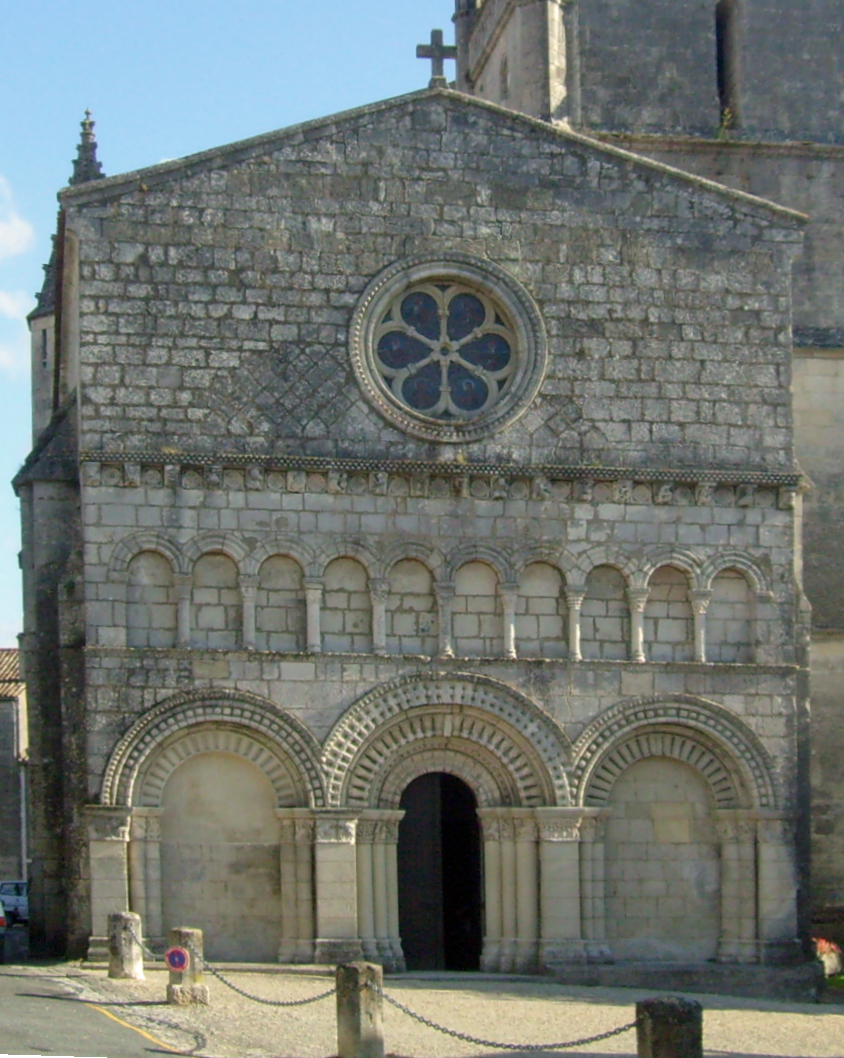
Façade ouest.

La façade occidentale, sommée d'une petite croix en pierre, est caractéristique du style roman saintongeais du XIIe siècle : division en trois registres verticaux et horizontaux.
La partie inférieure est constituée d'un portail à quatre voussures, encadré de deux baies aveugles à trois voussures. La séparation entre ces trois parties est matérialisée par un jeu de pilastres et de piédroits dotés de chapiteaux aux motifs essentiellement animaliers, végétaux ou encore issus du bestiaire médiéval.
Au-dessus d'une corniche, le second niveau comprend une suite de dix petites arcades aveugles, chacune ornée de trois tores, possèdent elles-aussi des chapiteaux sculptés, à motifs végétaux ou feuillages. L'arcade est surmonté d´une seconde corniche que soutiennent dix-huit modillons.
Le troisième et dernier niveau est constitué d'un pignon percé d'une rosace, qui date du XIXe siècle, présente un réseau constitué de six arcs en plein cintre, retombant sur six colonnettes à chapiteaux feuillagés, réunies par leur base.
| - Voussures de la porte centrale. |

Au premier niveau de la façade, outre les motifs géométriques et les moulures observés, ainsi que les pointes de diamant des archivoltes, l´élément le plus remarquable de ce décor réside dans le troisième rouleau de la porte centrale, constitué d´une suite de 26 têtes de chevaux qui se tiennent par le mors. La symbolique est toujours l'objet de discussions et interprétations personnelles : l'abbé Rainguet, célèbre érudit local, y voyait une image des « passions fougueuses que seul le frein de la religion peut contenir » tandis qu'une autre théorie évoque un jeu de mots en latin entre « Equus » (cheval) et « Æquus » (égal), marquant l'égalité de tous les êtres devant la mort.
La répétition d'un motif (rameaux en S ; oiseau, dessin géométrique etc.) sur chaque élément des voussures est très fréquent dans l'art roman. Les claveaux, de forme trapézoïdale, sont bien adaptés pour recevoir une forme plus large en haut qu'en bas, comme une tête de cheval. Dans le Calvados, sur le portail de l'église Saint-Ouen de Rots on trouve une série de têtes de chauve-souris aux oreilles larges et pointues. La répétition de la tête d'un cheval se retrouve ailleurs en Saintonge sur : l'église de Saint-Germain-du-Seudre ; l'église Saint-Pierre de Pérignac et l'église de Saint-Quantin-de-Rançanne, ou les claveaux sont placés en modillons pour 'soutenir' une corniche qui n'a jamais existé. La signification du « mors » est inconnue. Sur d'innombrables modillons on trouve des bêtes (cheval, chien, loup, ours, monstres diaboliques etc.) qui tiennent dans leurs gueules une barre cylindrique.(Voir Iconographie des modillons romans et Eygün pour plus d'information).
Les chapiteaux sculptés
Les voussures des trois portes retombent sur des chapiteaux sculptés. Malheureusement les chapiteaux sont assez érodés et certains sont indéchiffrables. Les tailloirs modernes ont été mis pour tenter de protéger les chapiteaux, qui se dégradent depuis leur protection était enlevé en 1838.
Les motifs et scènes que l'on peut encore reconnaître évoquent les péchés capitaux. On peut remarquer un parallélisme avec les chapiteaux du portail de la chapelle Saint-Gilles de Pons.
Porte latérale nord
- Ébrasure nord :  1 - Sur la grande face du chapiteau se trouve une fauve (lion ?) et sur la petite face une fauve (loup/lion ?) qui tient un cochonnet dans sa gueule. 2 - un lion surmonté d'un aigle (orgueil ?) ; 3 - chapiteau très érodé - une femme avec les jambes écartelée (luxure) ;

|  |

|  |

- Ébrasure sud : 1 - une scène non identifiée ; 2 - un combat d'un oiseau et d´un serpent ; 3 - un double corbeille avec sculpture 'en miroir'. Sur chaque corbeille une bête monte sur le dos de sa victime.

Porte centrale
- Ébrasure nord : 1 - un paon (vanité) ; 2 - des rinceaux et des cordes entremêlés ; 3 - deux personnages non identifiés ; 4 - deux lions dont les queues s'entrecroisent avec des rinceaux ;

|  |

|  |

- Ébrasure sud : 1 - une femme à longue robe portant un poisson géant, dont la queue de divise en deux parties ; 2 - un vieillard assis qui se tient la barbe ; 3- un diable embrassant un lion sous la queue (le sabbat).

Porte latérale sud
- Ébrasure nord : 1 - des pommes de pin et des fruits (paradis terrestre) ; 2 - Eve, habillée en robe longue écoute le serpent ; 3 - un archange, armé d´un bouclier, entraînant Eve hors du paradis terrestre.

|  |

|  |

- Ébrasure sud : 1 Samson, assis et endormi, tenant un manteau sur son bras, avec Dalila, à genoux, qui brandit une corde pour l´attacher ; 2 - une servante apportant à Dalila une paire de ciseaux pour couper les cheveux de Samson ; 3 - deux femmes agenouillées encadrant un homme assis sur un trône et lui offrant des bouteilles.

Les Modillons
Les dix-huit modillons qui soutiennent la corniche au-dessus du second niveau de la façade, portent également un décor sculpté constitué de humaines, de loups, d´oiseaux, etc. On trouve :
1. Bête avec un objet dans sa gueule.
2. Feuillages en 'pointe de diamant'.
3. Homme avec sa bouche grande ouverte.
4. Oiseau, ailes déployées.
5. Homme tenant sa langue à la main gauche et frottant le ventre avec la main droite.
6. Lianes/feuillages.
7. Homme qui tient une grande bourse.
8. Homme à genoux, les mains jointes.
9. Entrelacs végétale.
10. Homme, la bouche ouverte.
11. Homme accroupi.
12. Porteur de poisson.
13. Homme happé par un monstre.
14. Entrelacs végétale.
15. Un loup attrapant le cou d'un oiseau.
16. Porteur de fléau.
17. Sirène/oiseau.
18. Tête d'homme.

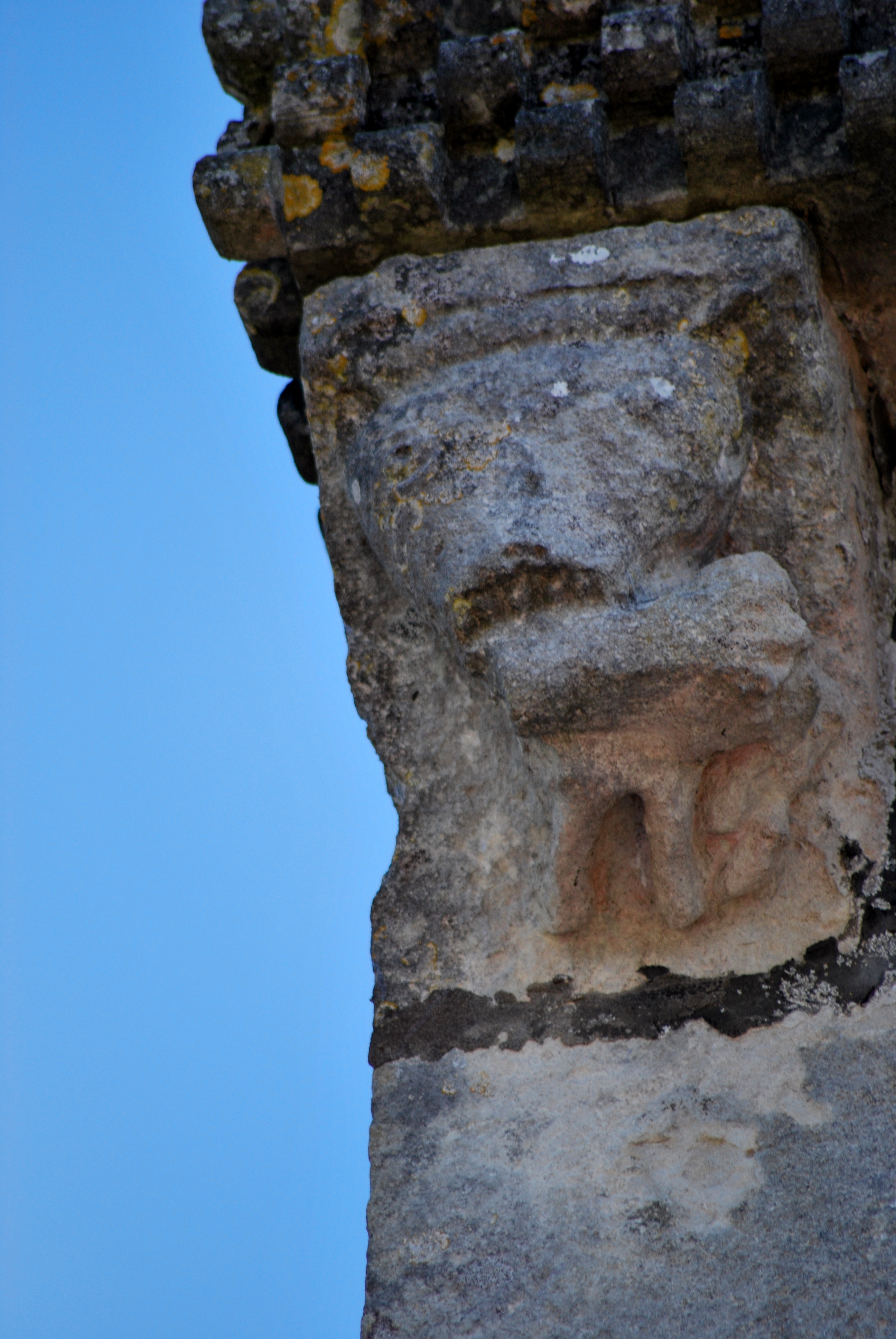
-1-
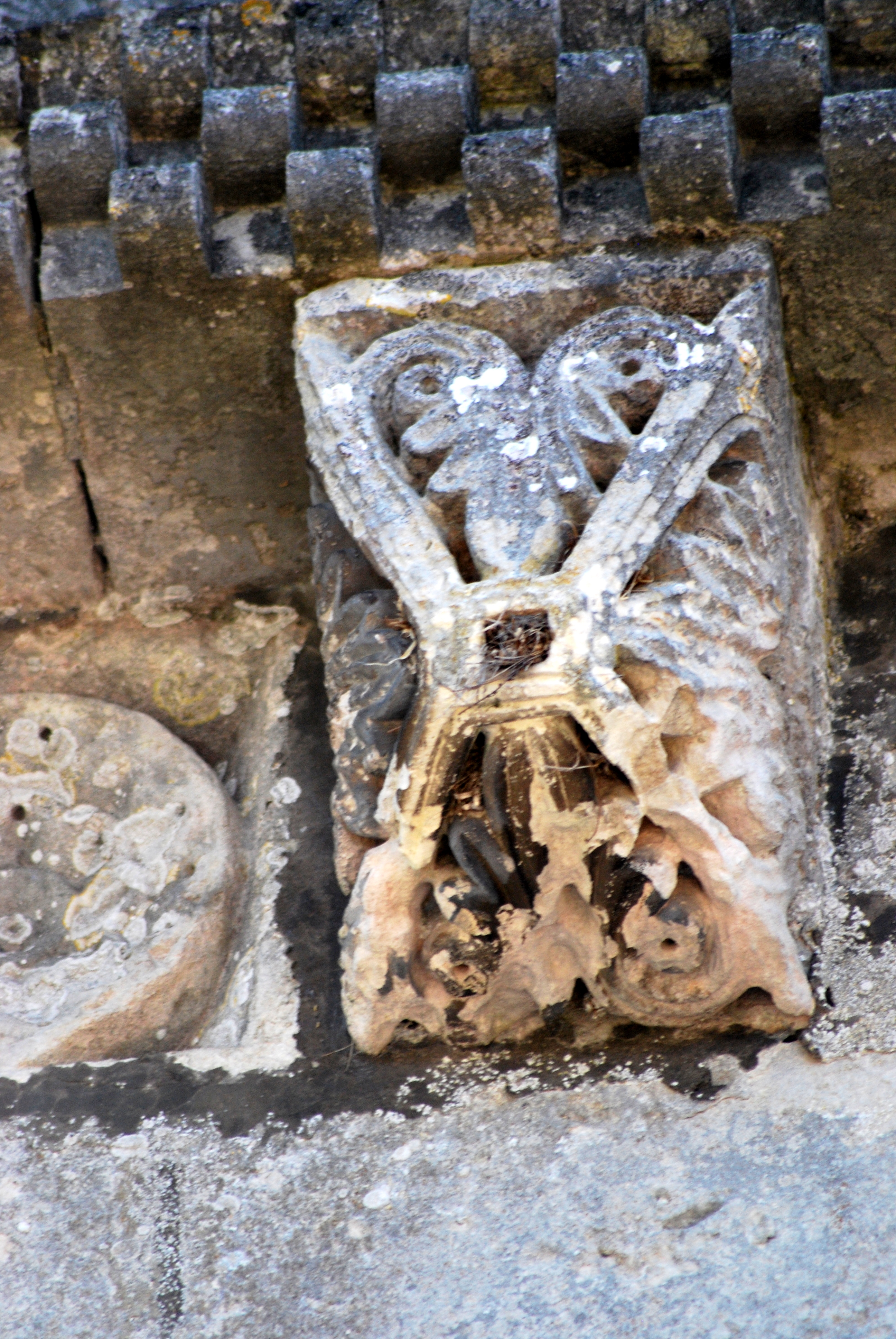
-2-
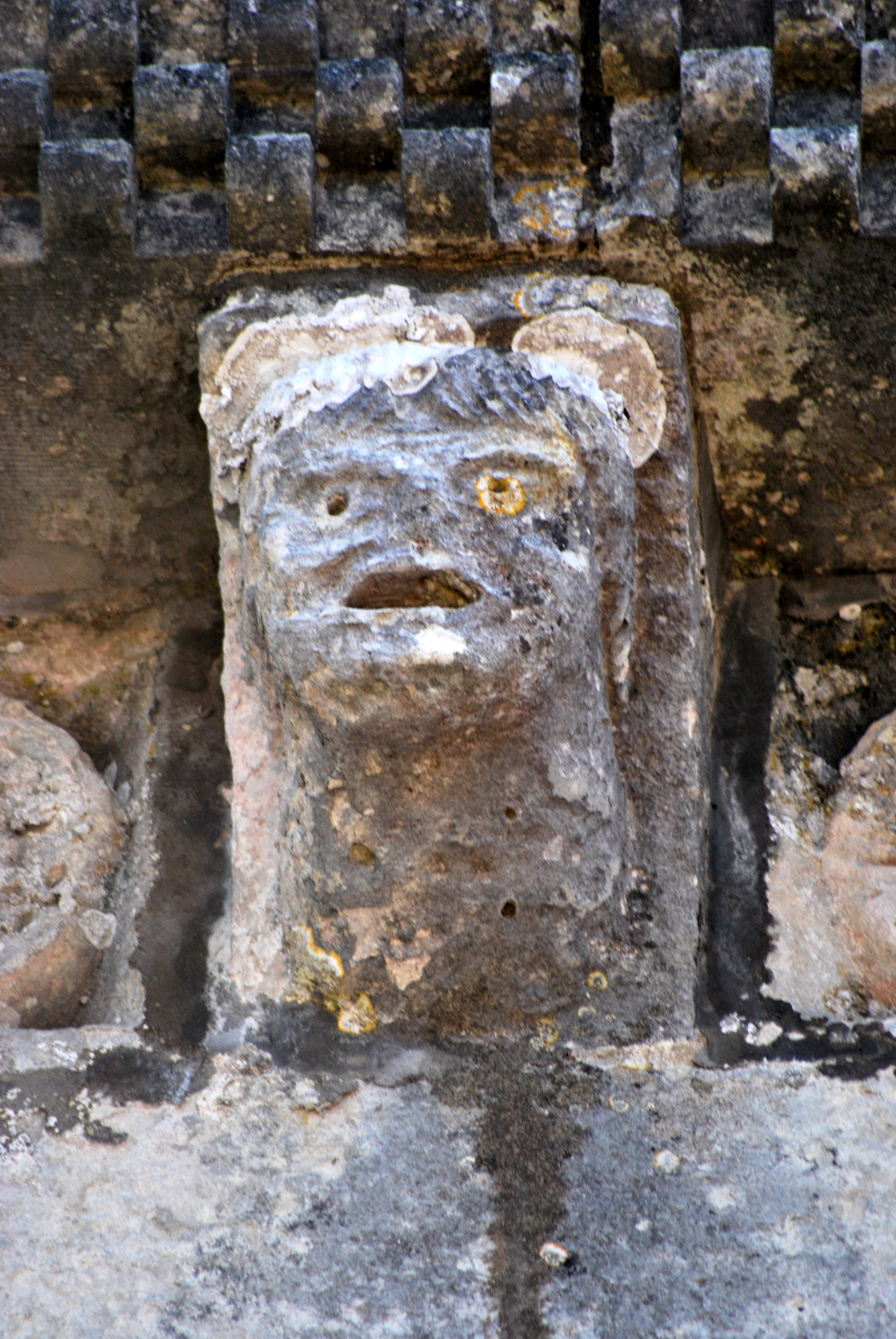
-3-
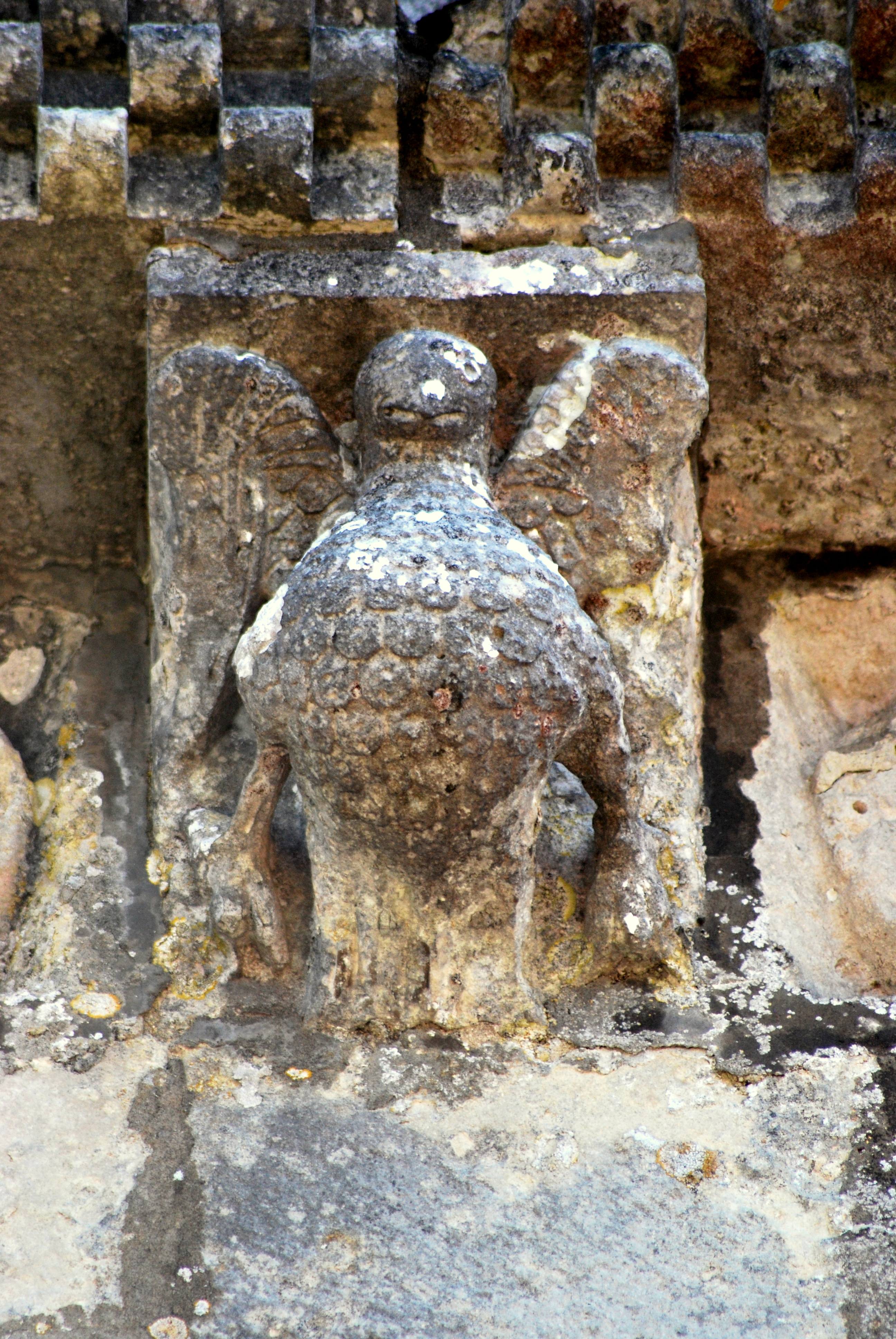
-4-
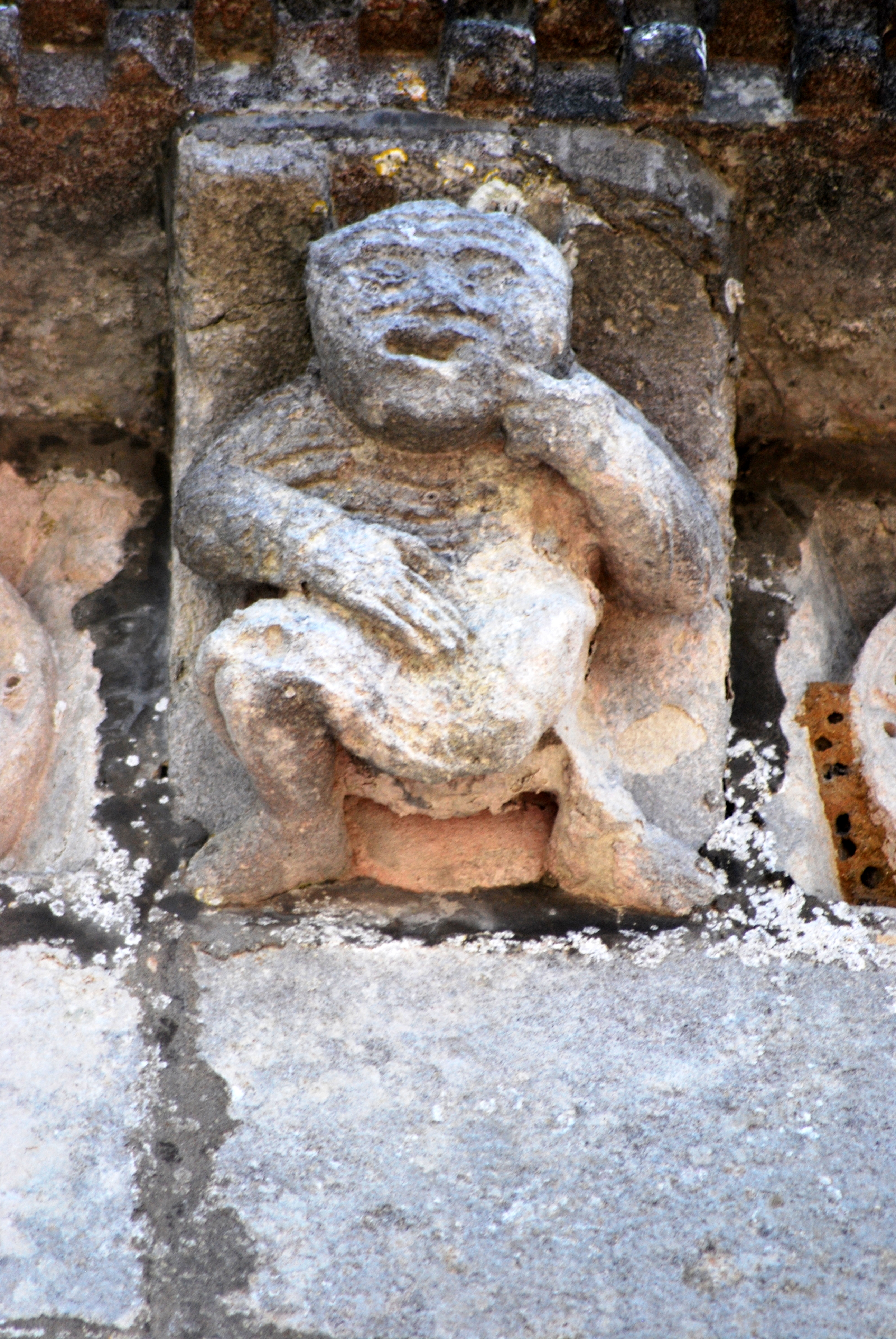
-5-
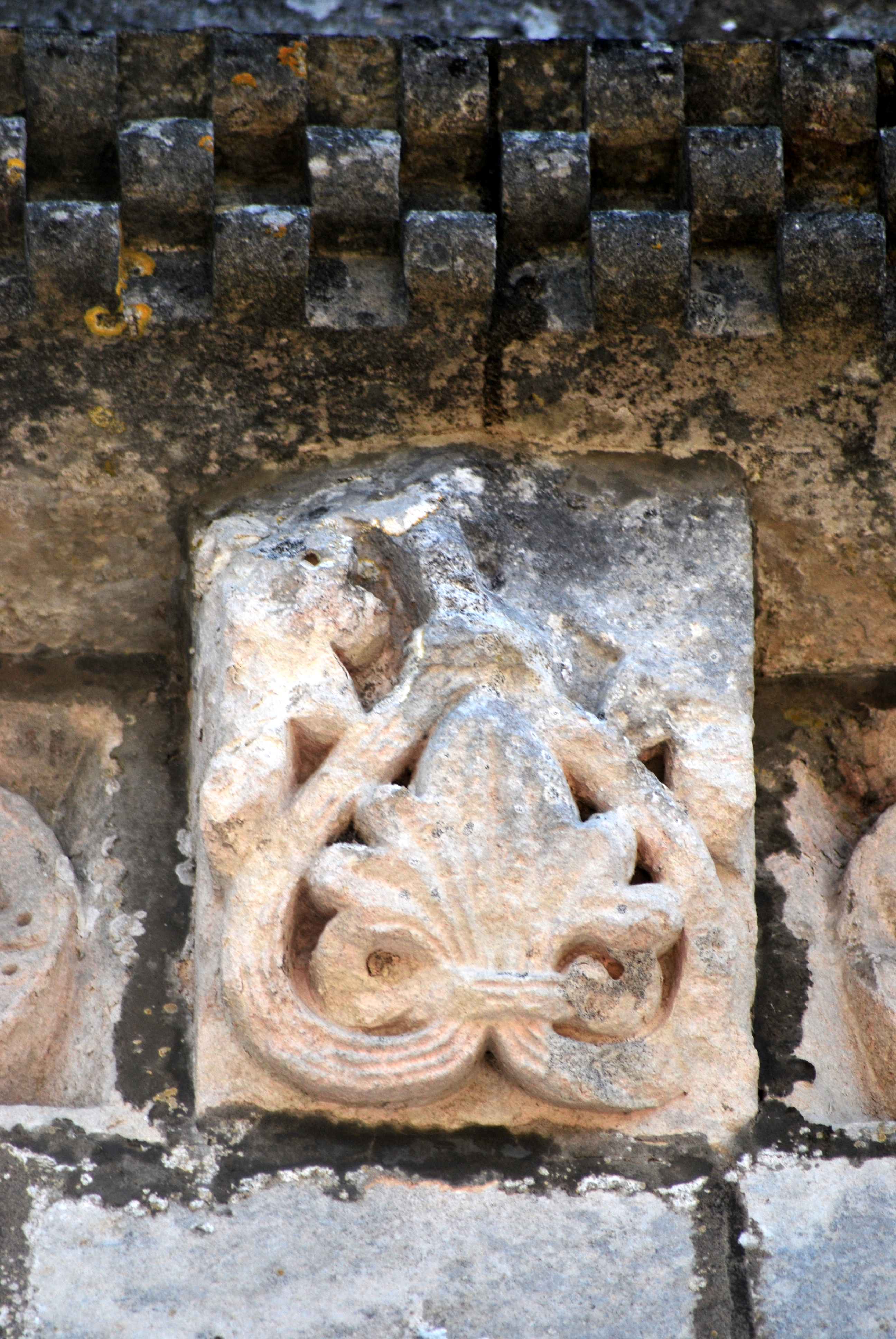
-6-
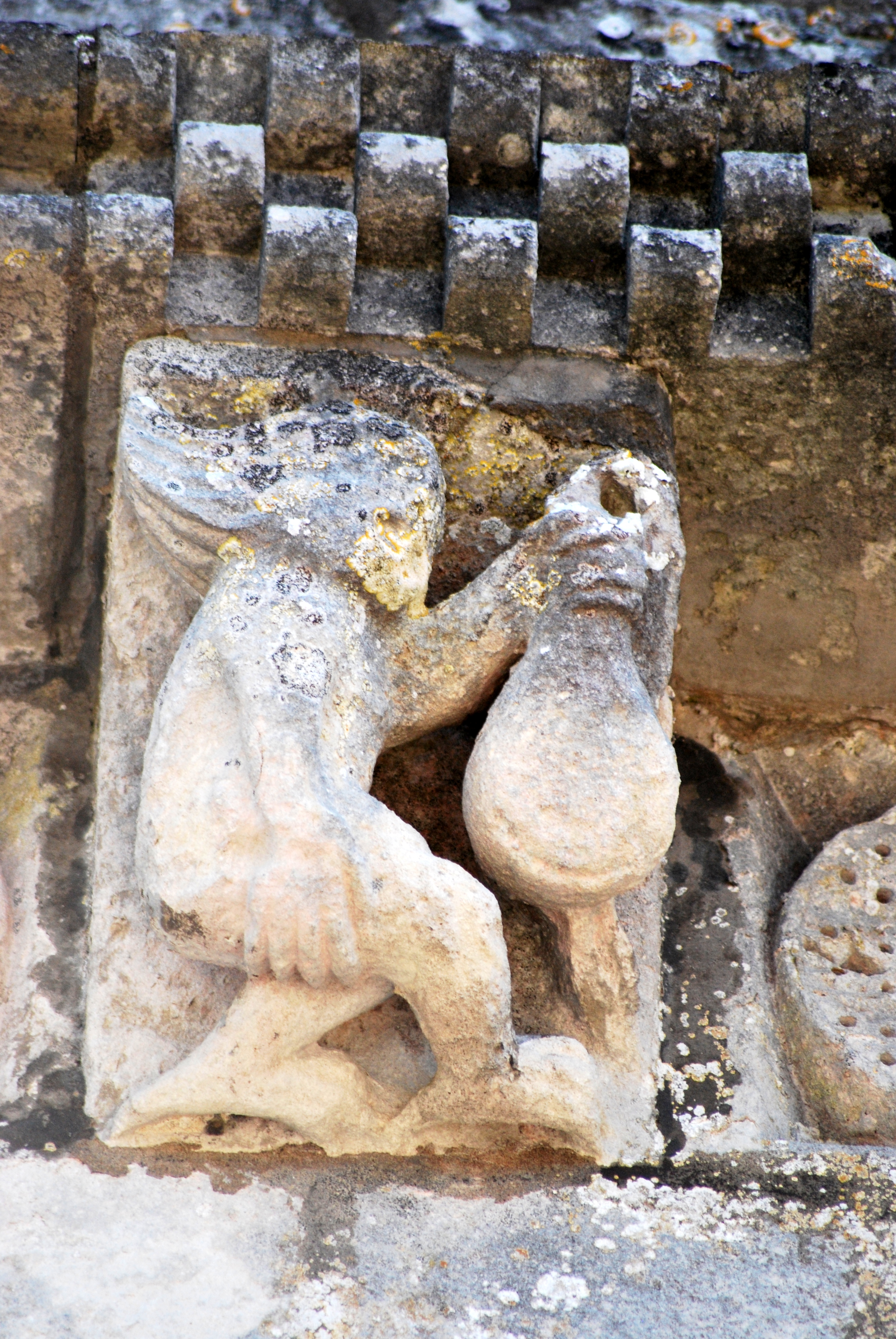
-7-
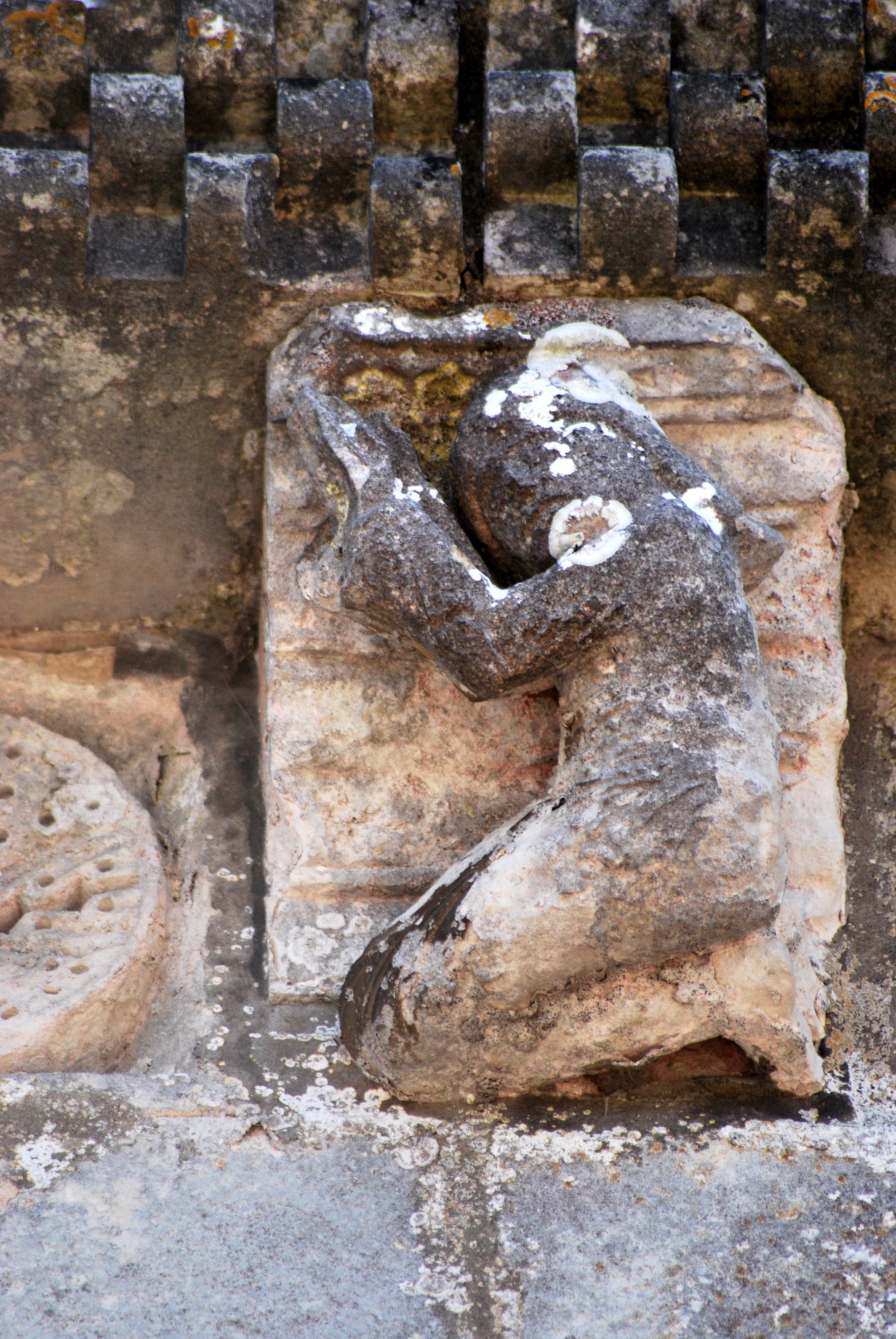
-8-
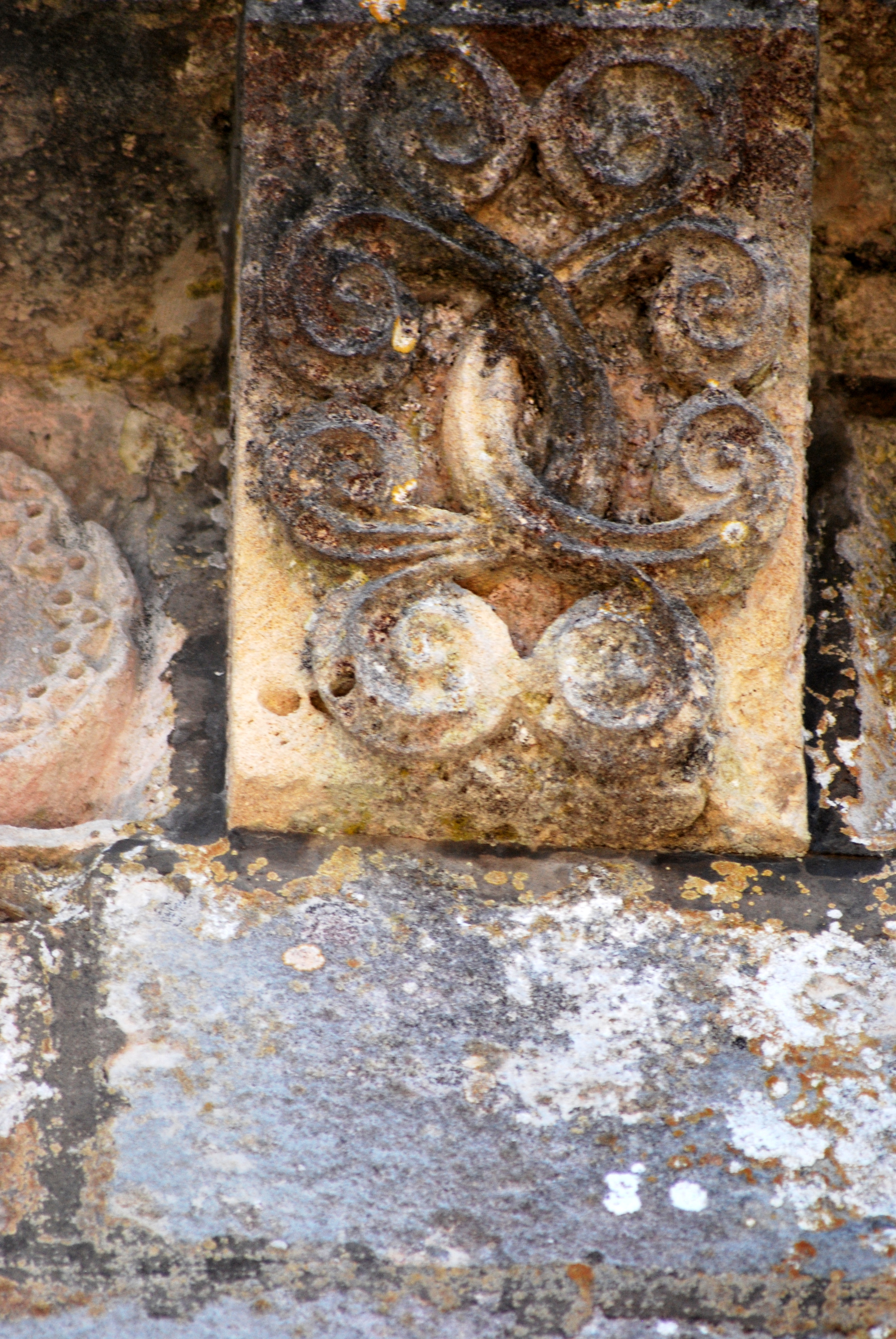
-9-
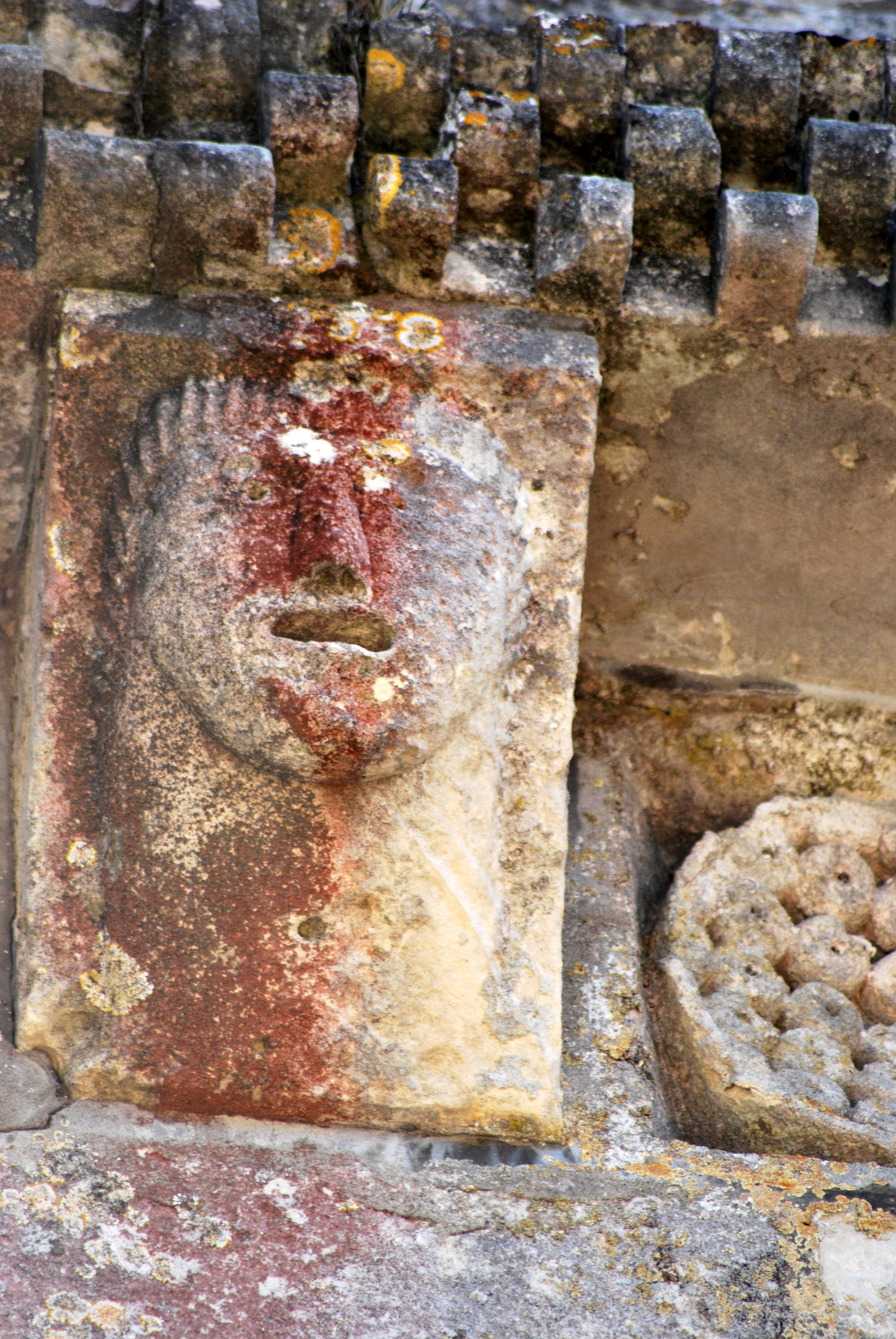
-10-
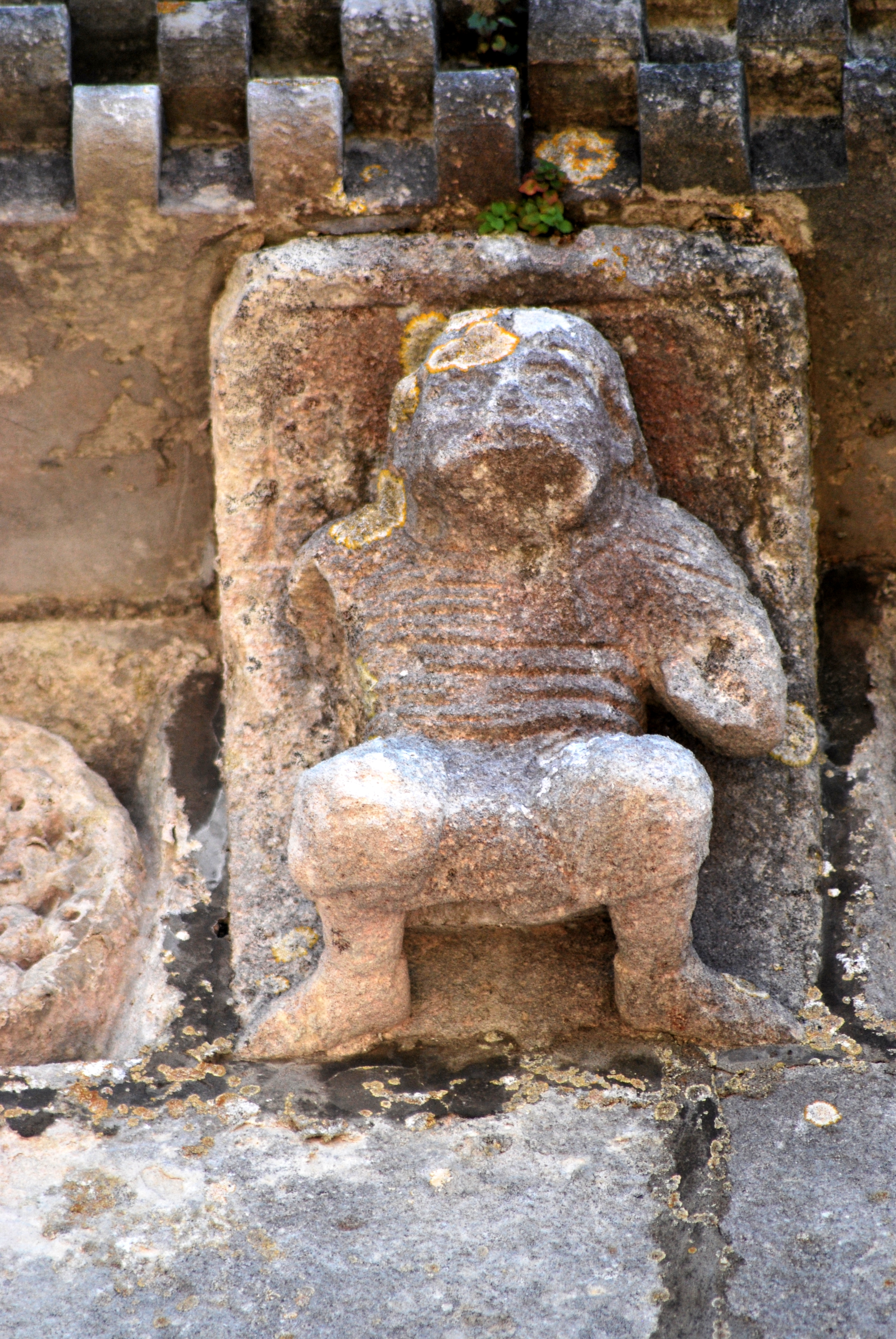
-11-
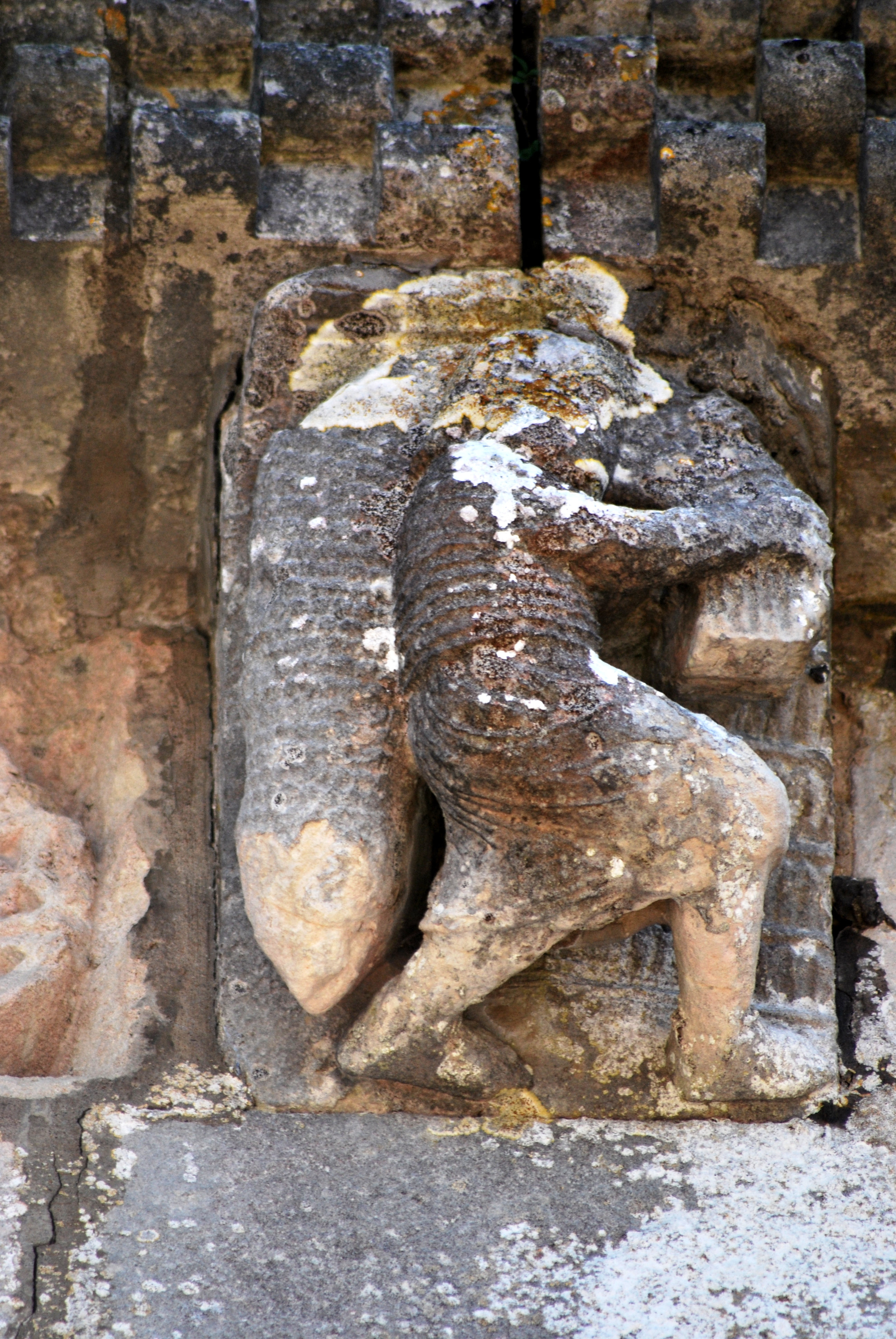
-12-
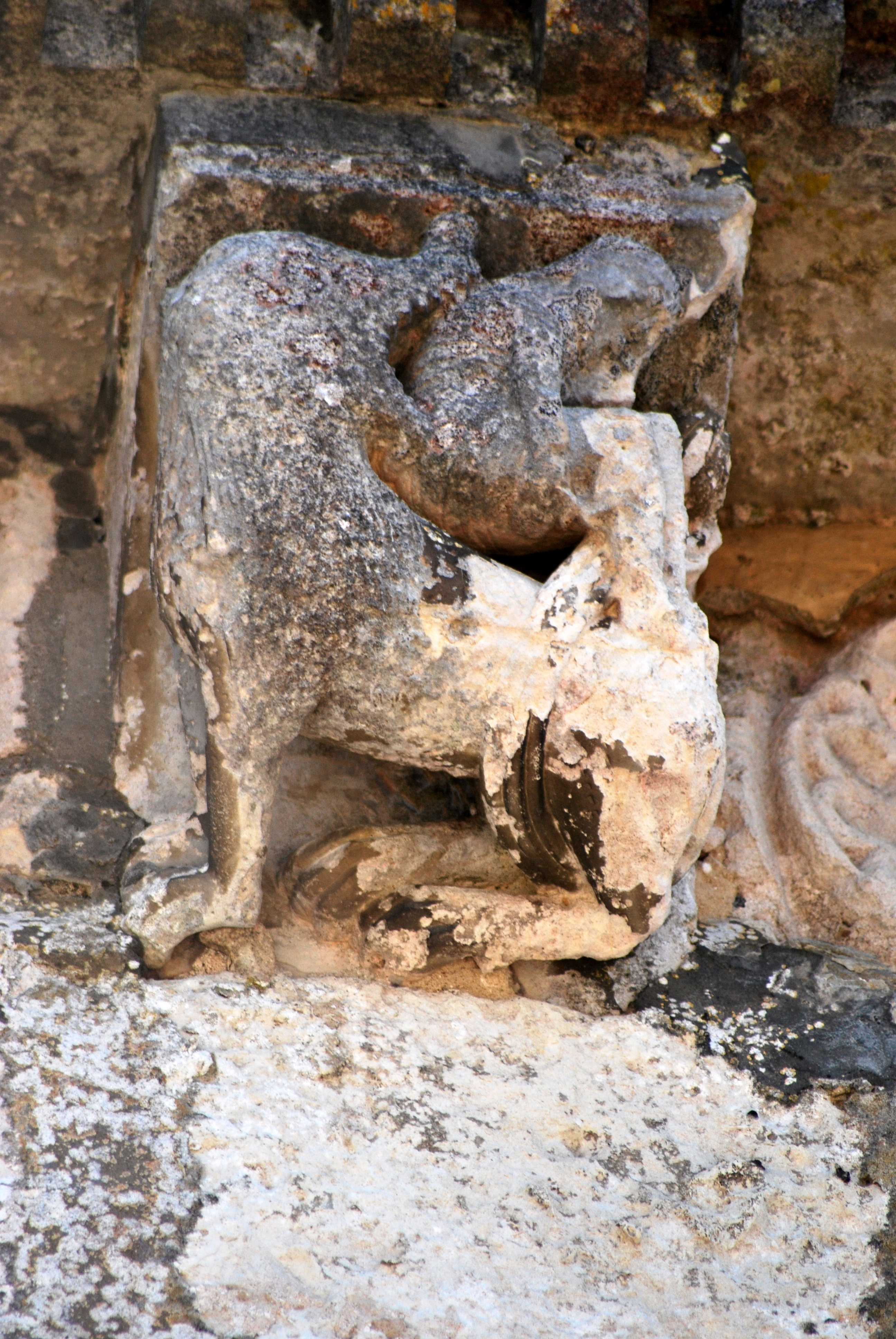
-13-
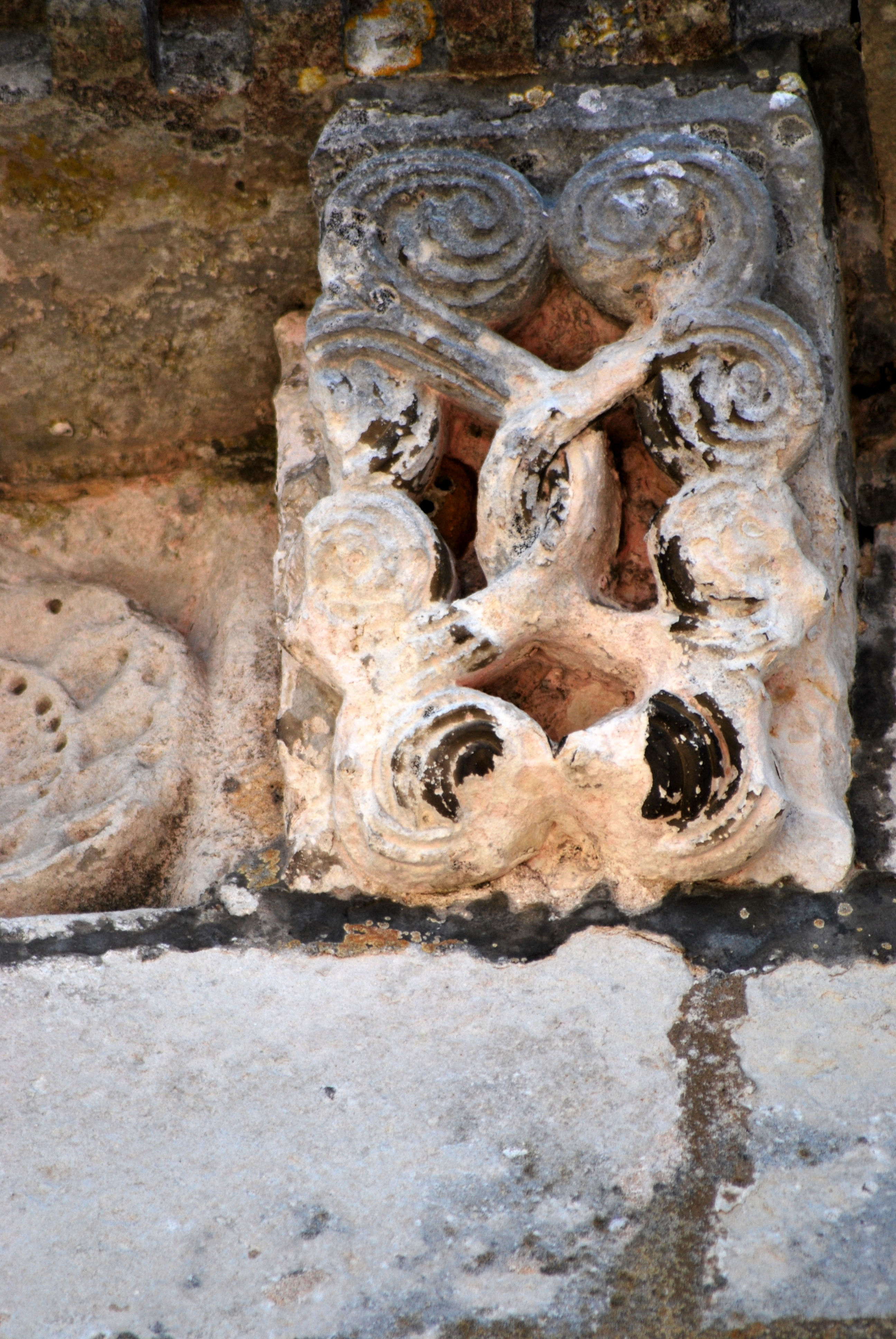
-14-
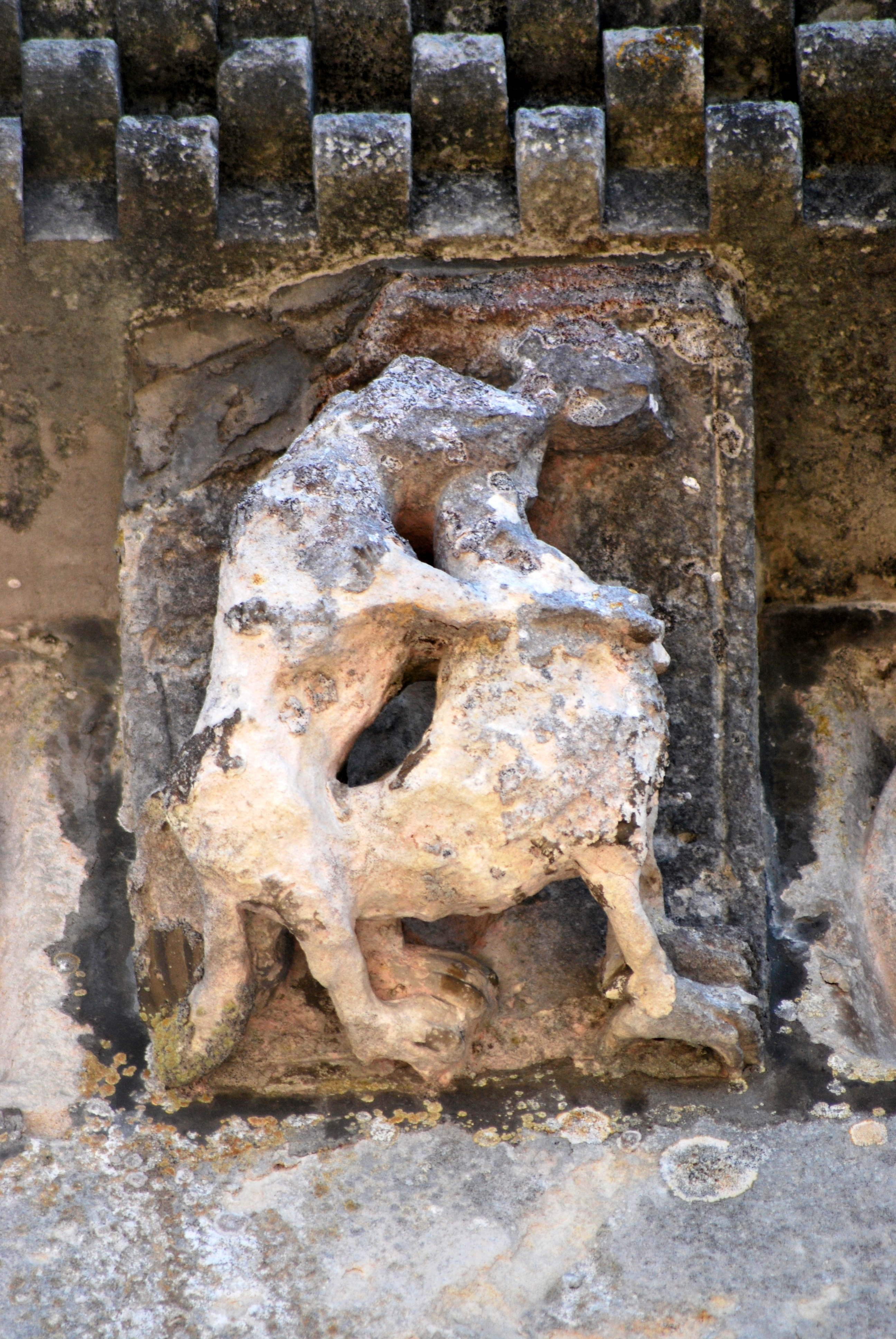
-15-
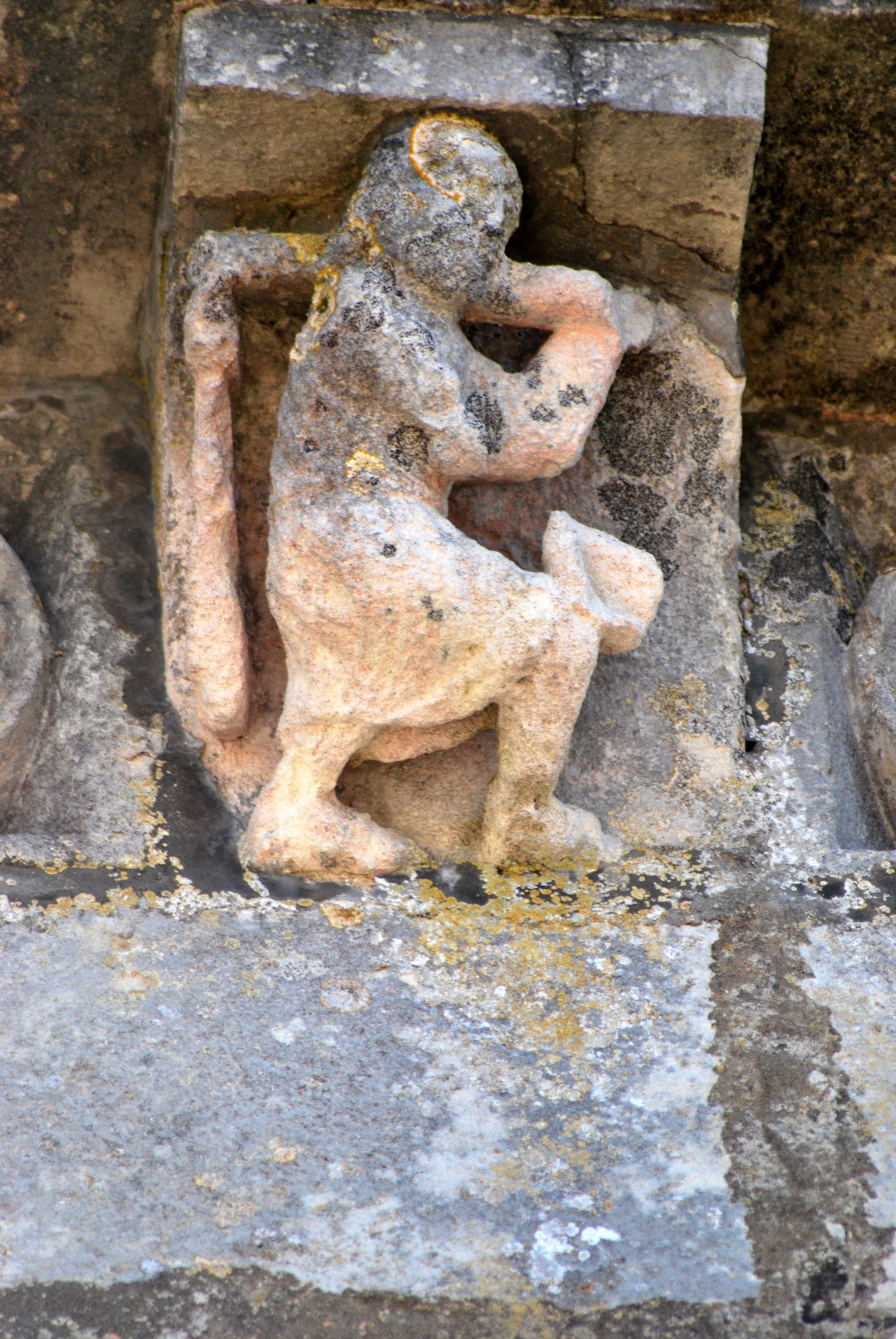
-16-
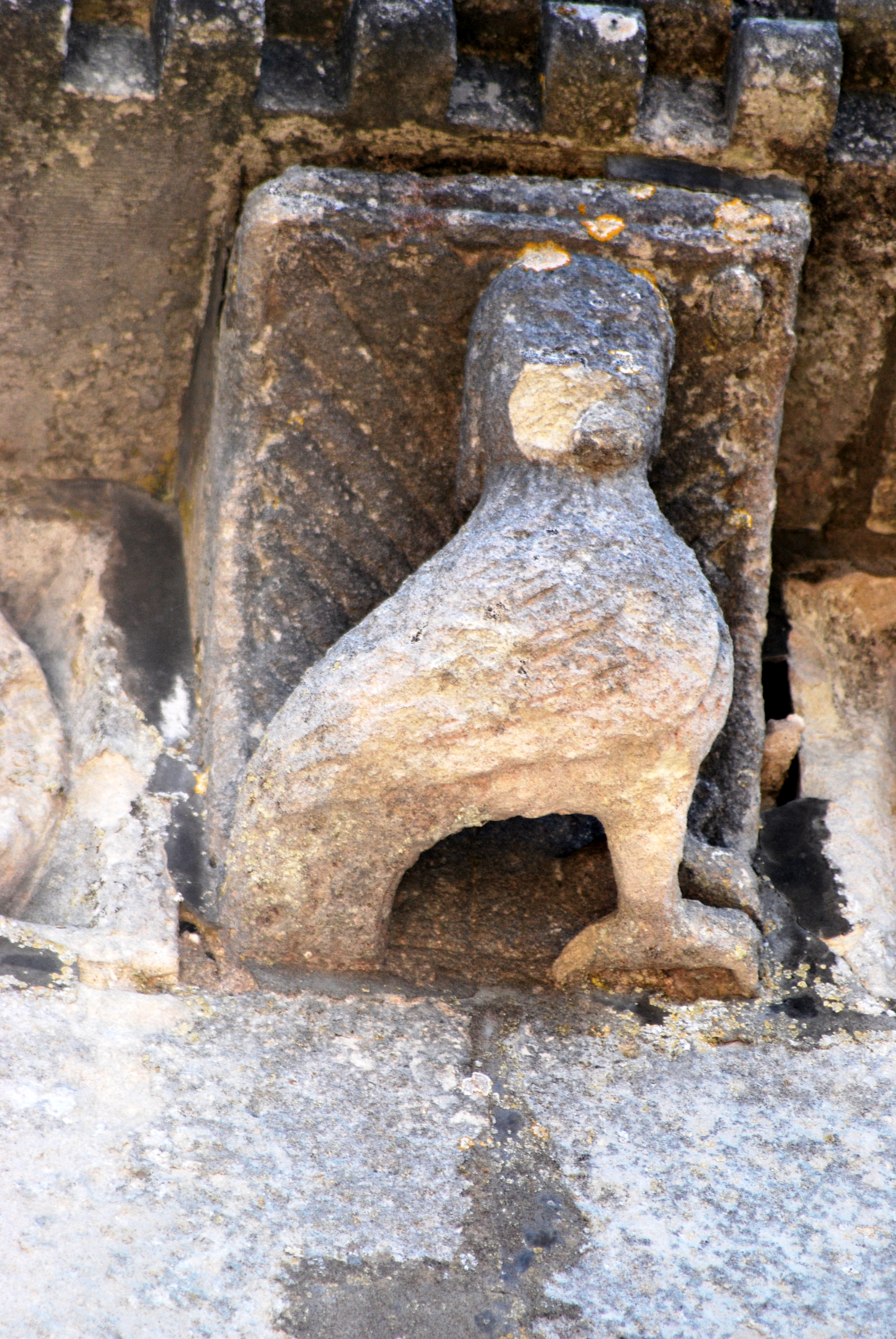
-17-
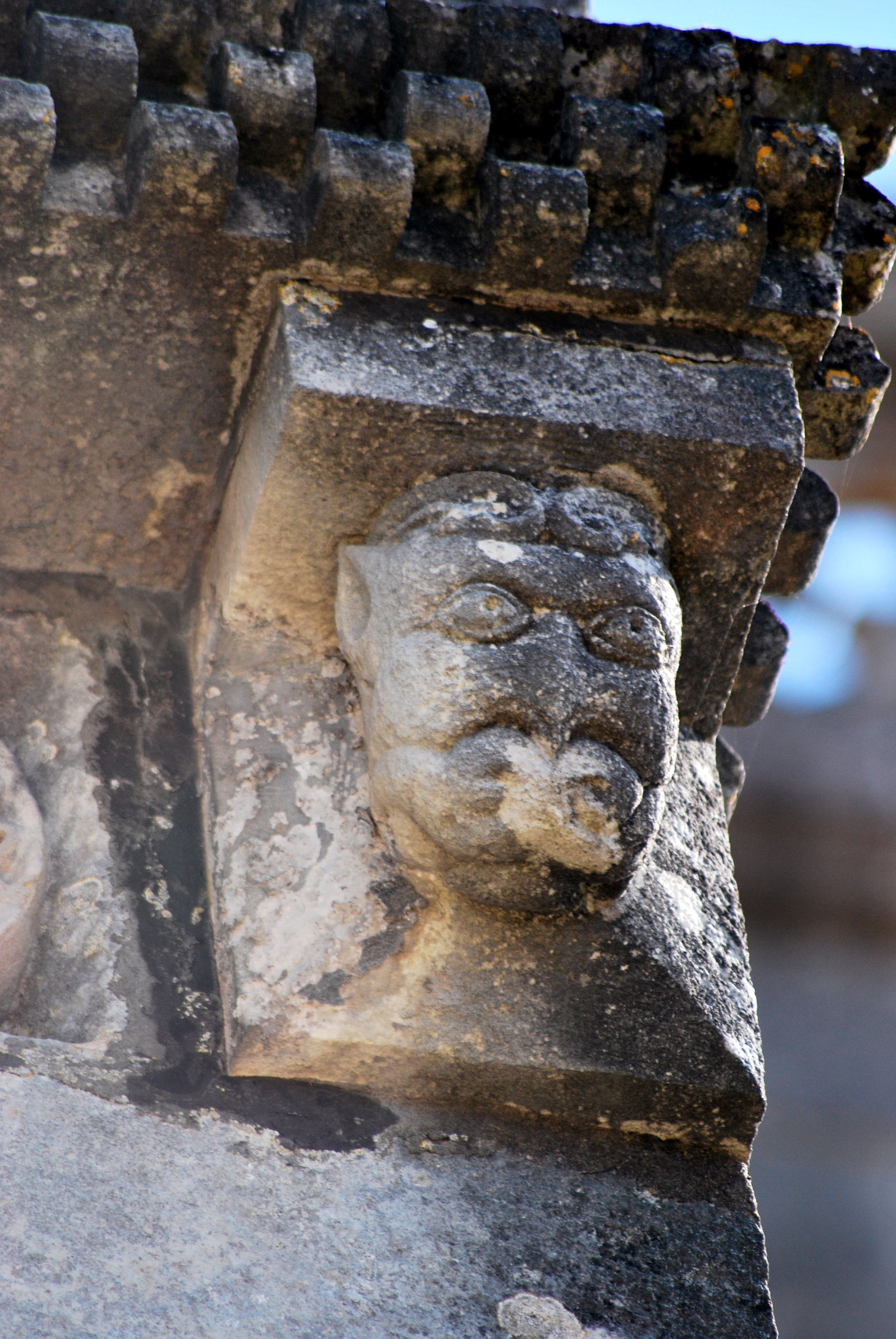
-18-

Entre ces modillons, s´intercalent des métopes, ici des disques à motifs végétaux. La corniche elle-même est sculptée en damier. L'iconographie des modillons romans est très riche en interprétations, parfois très surprenantes.

### Le clocher
À droite de la façade (c'est-à-dire au sud) se dresse le clocher, construit vers 1520, s'élevant à 31,50 m au-dessus d'une chapelle latérale (chapelle Saint-Eustache) et comprenant quatre niveaux, il est un des rares symboles de la transition du style gothique vers le style renaissance en Saintonge (d'autres sont l'église Saint-Pierre de Fléac-sur-Seugne et l'église Sainte-Marie de Lonzac).
| - Façade sud de l'église et le clocher. - Porte du clocher. - Le sommet du clocher. |

La base du clocher accueille une porte flamboyante et, à l´étage, d´une fenêtre en arc brisé. La porte et son tympan, ornés de choux frisés, sont encadrés par des colonnettes torses, surmontées de pinacles. Le tympan abrite une statuette représentant la Vierge à l´Enfant et est couronnée d'une coquille sculptée.
Carré et massif, le clocher est marqué à ses angles par des contreforts qui s´amincissent à mesure que l´on progresse vers le haut. Il est flanqué d´une tourelle d´escalier ronde et est coiffé de deux dômes octogonaux superposés. Le dôme inférieur du clocher est entouré par une balustrade à réseau dont les quatre angles sont marqués par des pinacles à décor feuillagé. Ces derniers sont reliés au dôme par d'élégants arcs-boutants moulurés. A la base des pinacles se trouvent des gargouilles saillantes qui représentent des animaux fantastiques ou des personnages humains. Les deux dômes superposés sont percés de baies en plein-cintre, passantes pour le dôme inférieur. Les deux dômes portent un décor sculpté qui imite des tuiles plates en écailles. Les nervures sont ornées de crossettes et de sculptures représentant des animaux fantastiques qui se penchent vers le sol, vers les hommes.

### L'intérieur

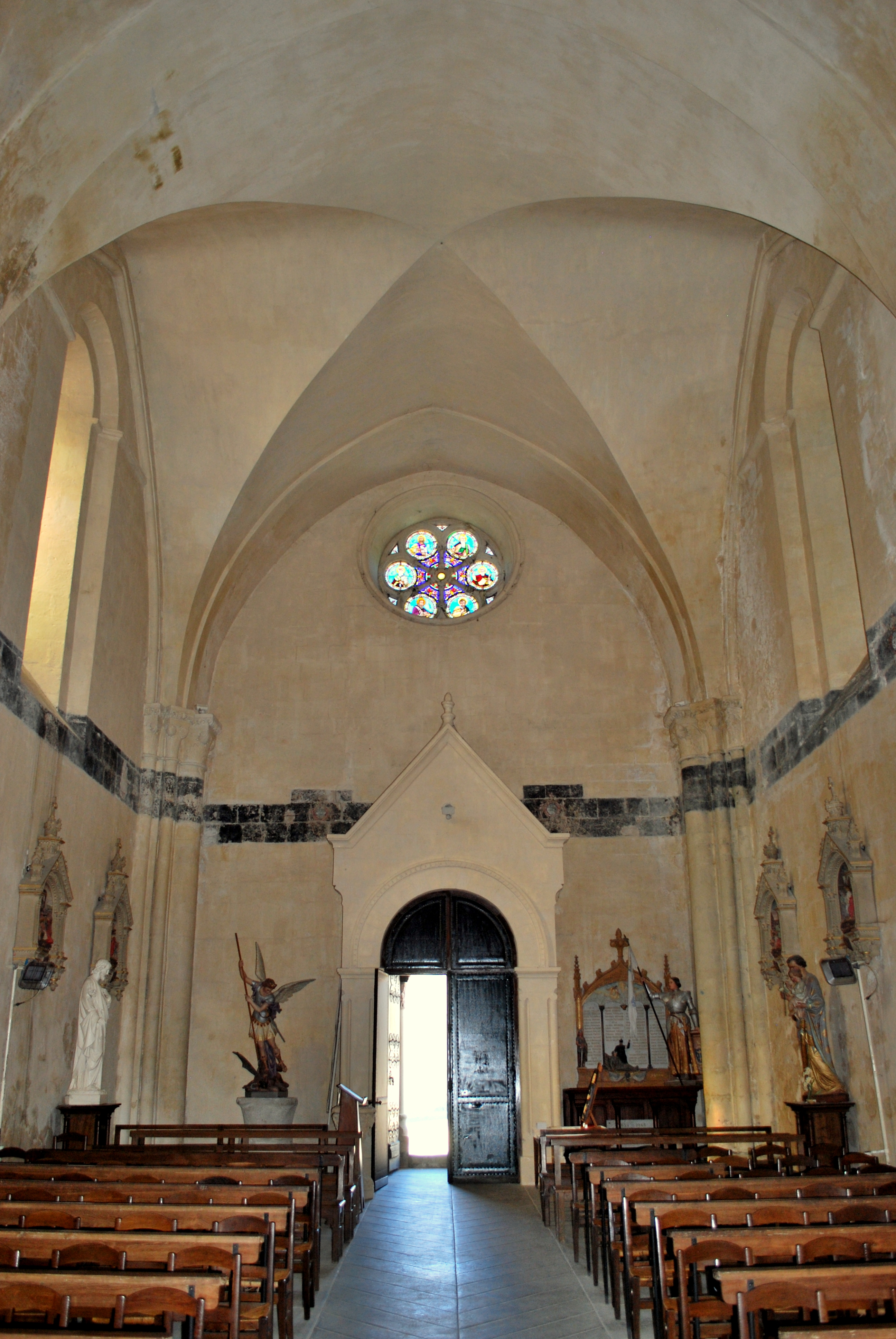
La nef vers l'ouest.

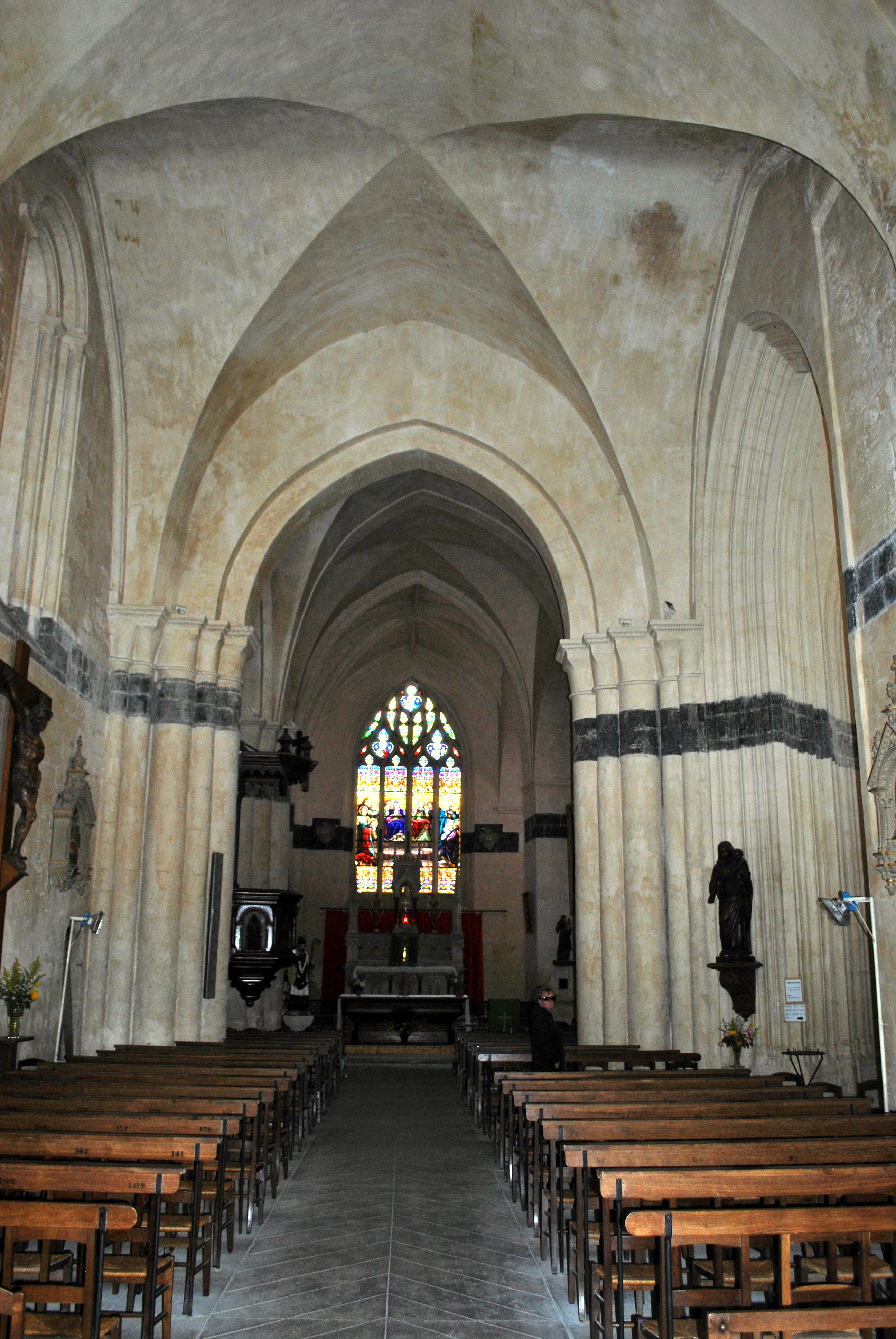
La nef vers l'est.

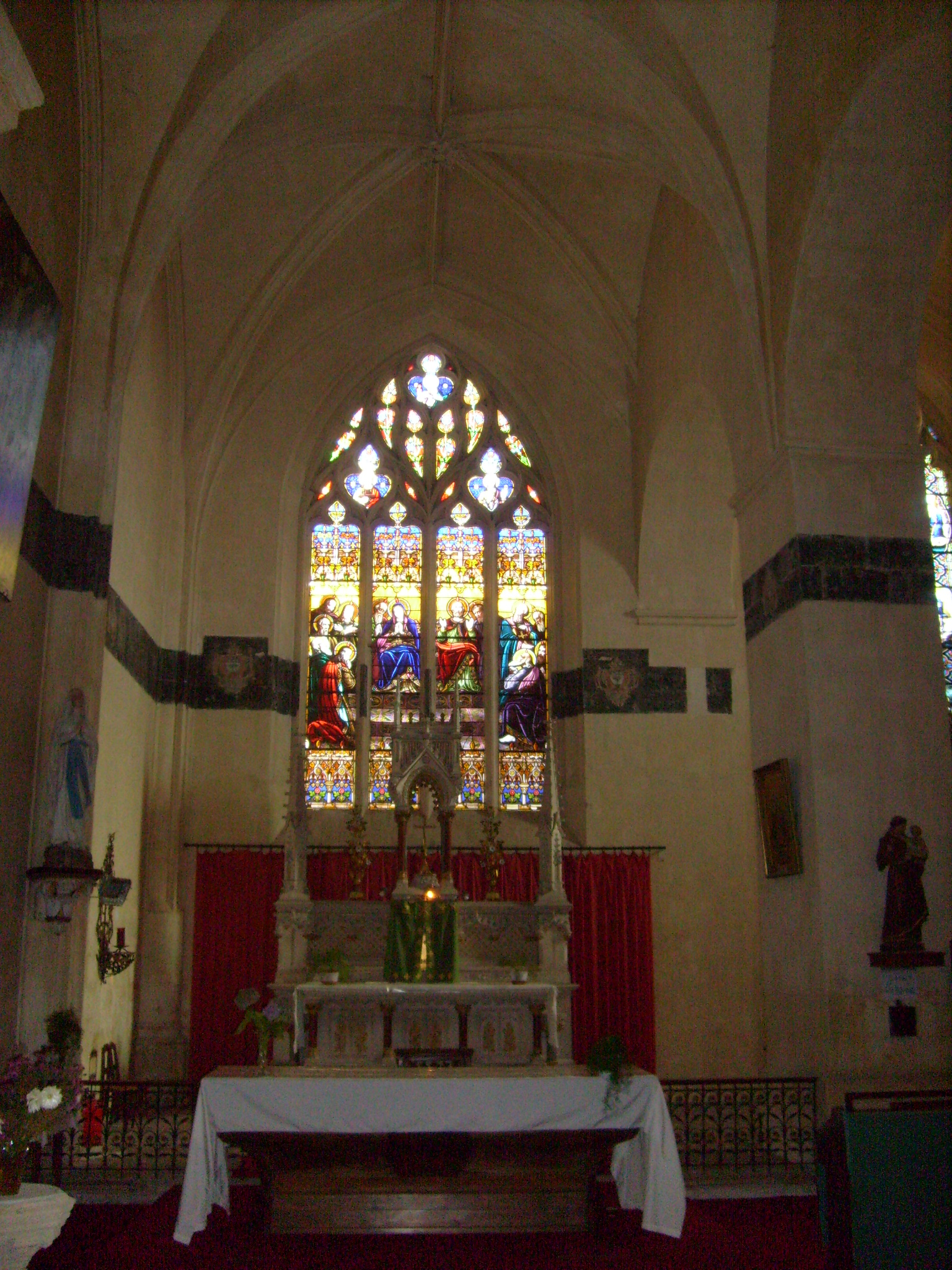
Le chevet.

L'intérieur a subi de profondes reconstructions. Si la nef conserve des assises romanes (murs latéraux bordés de formerets adoucis de tores), de même que le carré du transept (puissants faisceaux de colonnes servant à porter le clocher primitif), le reste de l'édifice a été rebâti dans le style gothique.
La porte ouest est comprise dans un tambour en pierre (XIXe siècle). Il donne dans la nef par une porte en plein-cintre, surmontée d'un fronton et d'une croix. La majeure partie de la nef et du bas-côté possède une voûte d´arêtes. La voûte du chœur, celle de la travée sous-clocher et enfin celle de la dernière travée du bas-côté sont à ogives. Les clés de voûte du chœur et du bas-côté sont sculptées (feuillage, soleil). Ce recouvrement (daté de 1838), en briques et plâtre, retombe sur d´imposants piliers composés (à l´exception du pilier carré, simple, entre le chœur et le bas-côté ; le pilier à droite de l´avant-chœur est constitué de neuf colonnes). La plupart de leurs chapiteaux sont muets, sous un tailloir en pointes de diamant.
Les chapiteaux de la première partie de la nef portent un décor sculpté, constitué de feuillages. Un arc-triomphal brisé sépare la nef de l'avant-chœur ; deux autres marquent la distinction entre la travée sous-clocher et la nef d'une part, le bas-côté d'autre part. Au revers de l´arc-triomphal de la nef, du côté de l´avant-chœur, on observe les vestiges sculptés d'une ancienne coupole sur pendentifs) : il s´agit d´une corniche et de cinq modillons, le tout à décor feuillagé et végétal. Les vestiges de la coupole apparaissent plus nettement encore au-dessus de la voûte, sous la charpente de l´église.
Les voûtes d'arêtes qui couvrent les quatre premières travées sont issues d'une campagne de restauration et datent de 1838. Seules les voûtes octopartites de la travée du chœur, de la chapelle latérale et de la chapelle Saint-Eustache sont d'origine.
Le chœur se termine par un chevet plat percé d'une grande baie flamboyante intégrant quatre lancettes réunies deux à deux dans une composition plus large mêlant soufflets et mouchettes.
|  |

Une litre funéraire noire est peinte sur les murs. Au XVIIe et XVIIe siècles l'église sert de sépulture à plusieurs seigneurs et notables de Saint-Fort. C´est ce que rappelle notamment la litre funéraire, peinte à mi-hauteur des murs de l´église. Elle porte les armoiries de la famille d'Amblimont, détentrice de la seigneurie de Saint-Fort au XVIIIe siècle, et a été établie en mémoire du Thomas-Claude Renart de Fuchsamberg, comte d´Amblimont, gouverneur des îles d´Amérique, mort à Fort-Royal le 17 août 1700.
Sous la première travée du bas-côté de l´église, s´étend une crypte ou ossuaire (5,50 m de longue, 5 m de large et 3 m de profondeur), accessible par une trappe située près de la porte du clocher. Quatre groupes de colonnettes, placées aux quatre angles du souterrain, portent une voûte à plein-cintre avec nervures. Les murs sont peints de lignes rouges qui imitent un parement et ils portent une banquette sur tout le pourtour de la crypte.
Les vitraux
Les vitraux sont modernes et datent du XIXe et XXe siècles.
| - La rosace. - La grande baie du chevet. - La petite baie du chevet. |

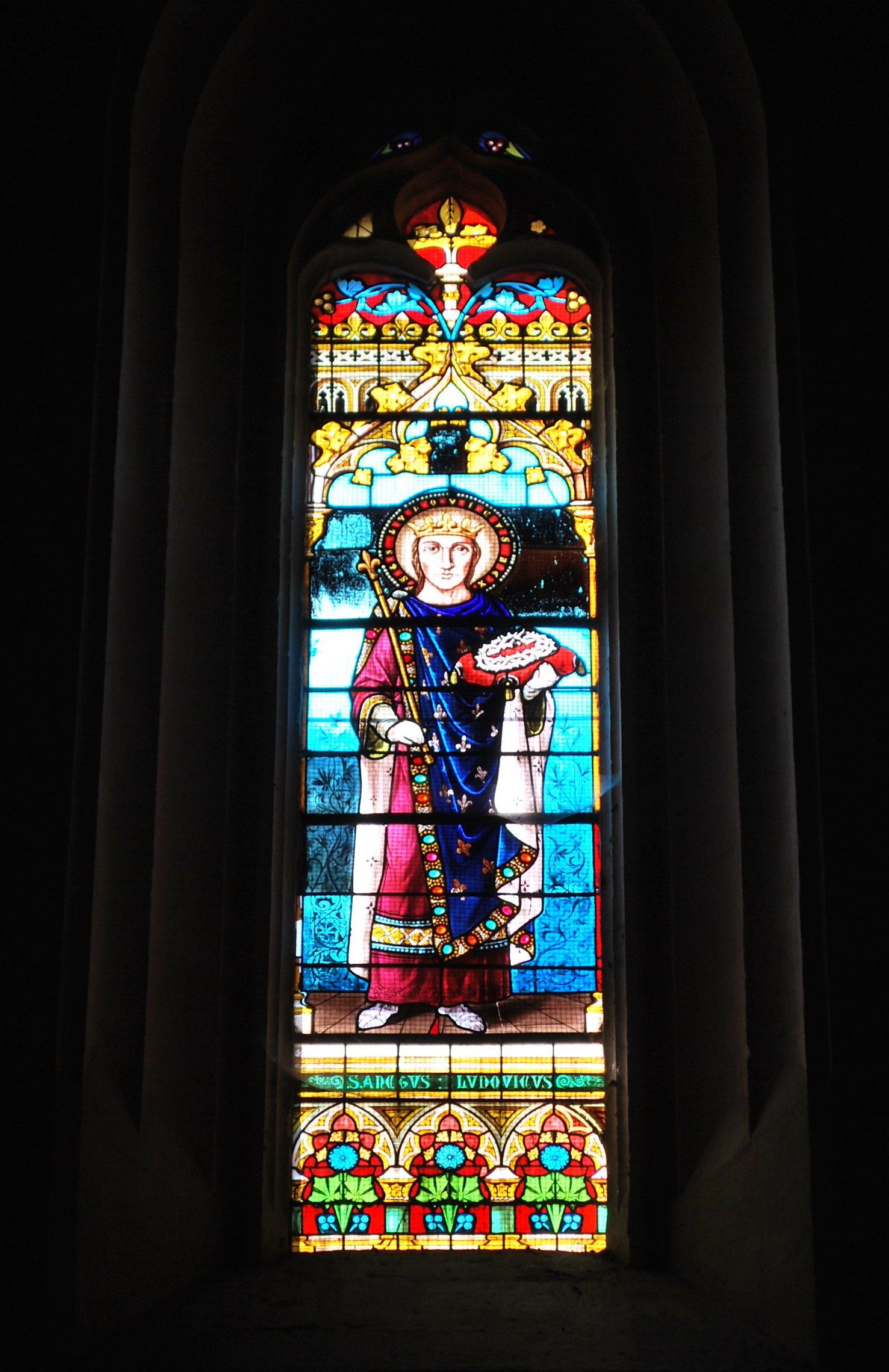
Saint Louis.
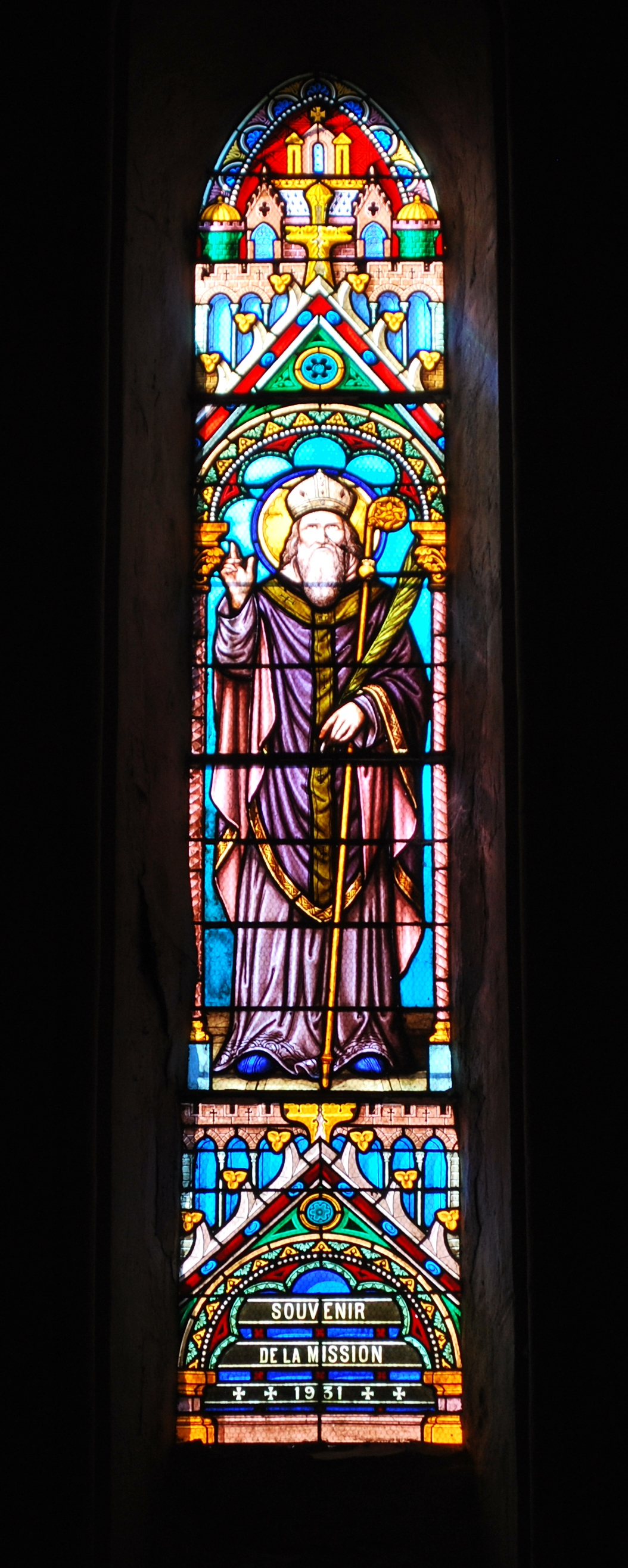
Saint Fortunat.
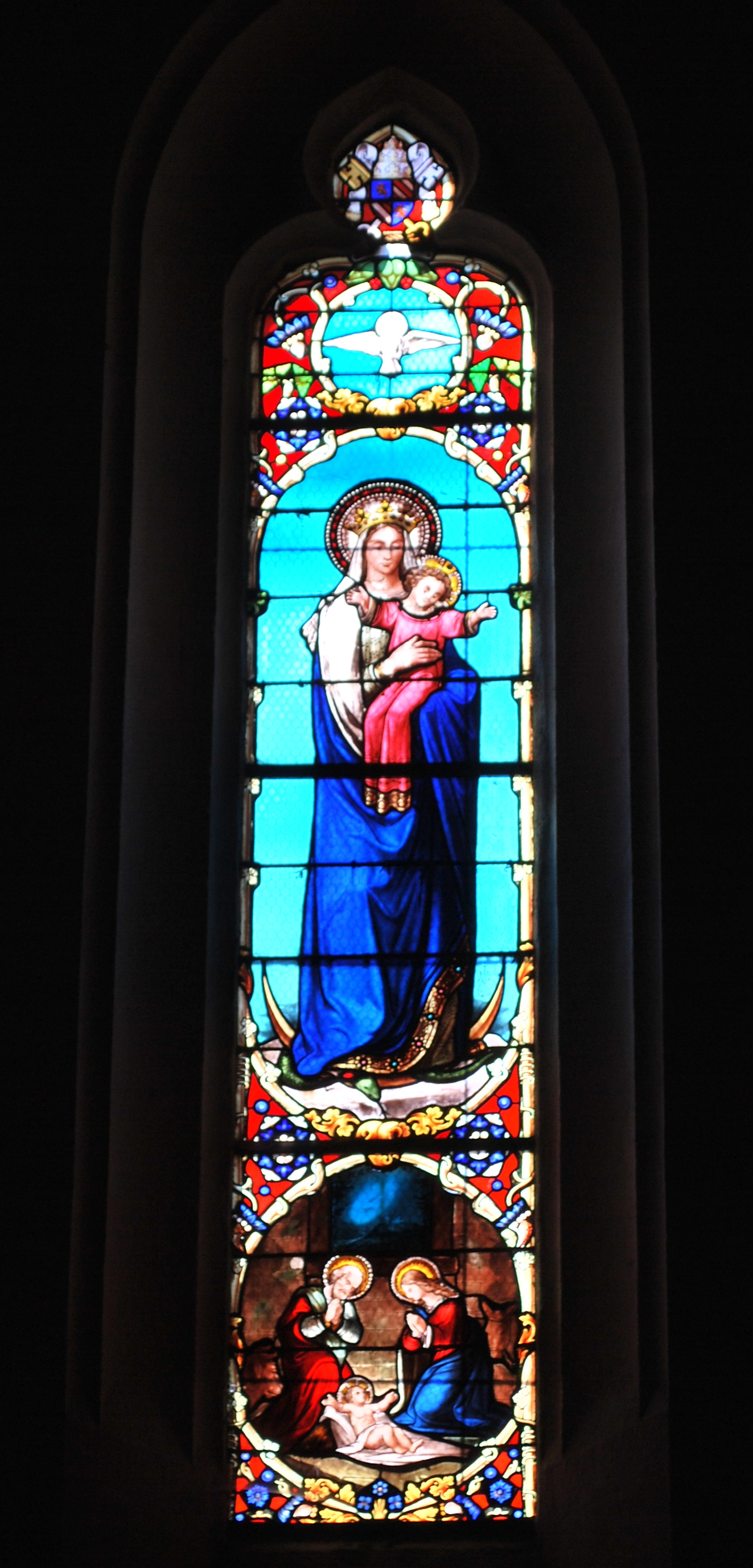
Vierge à l'Enfant
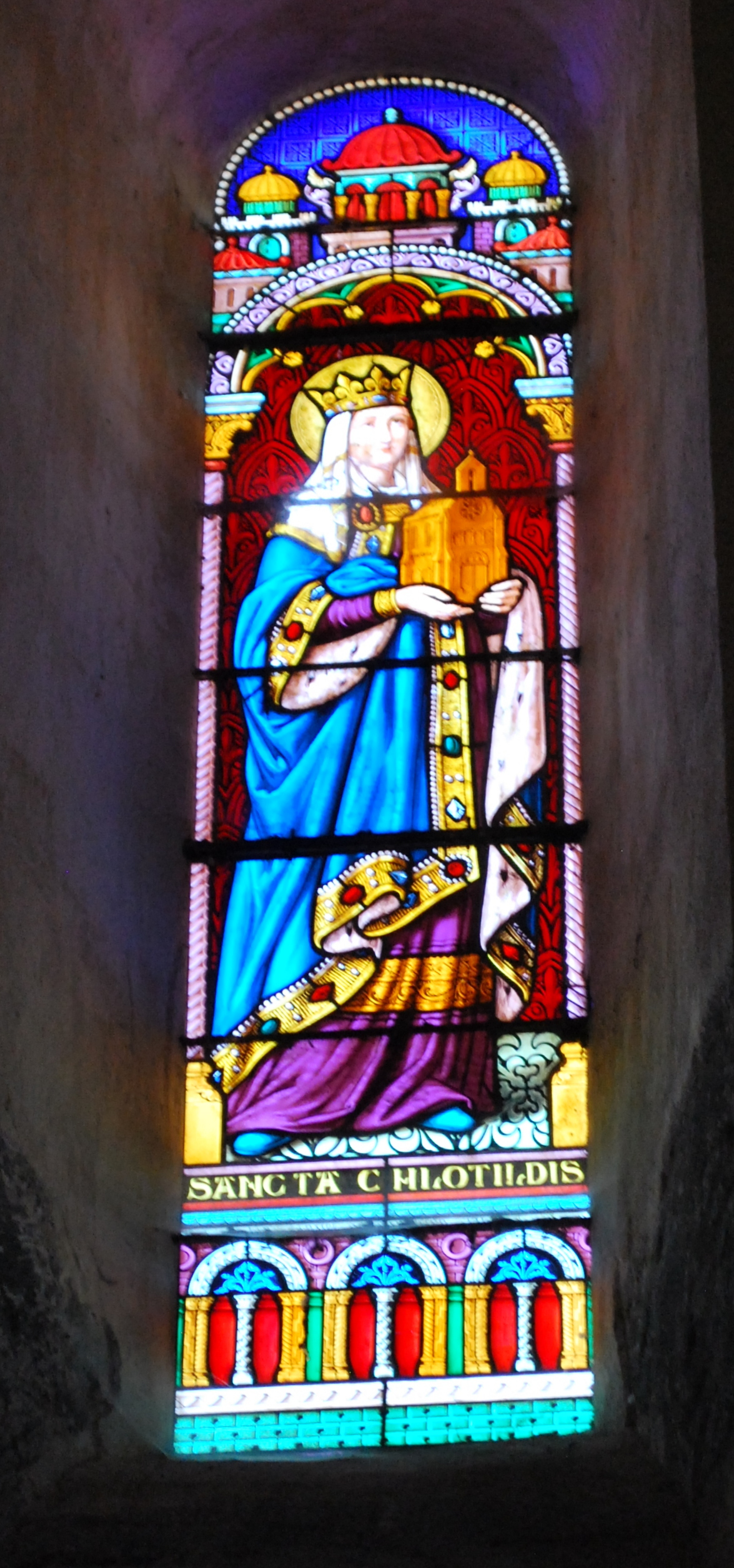
Sainte Clotilde.
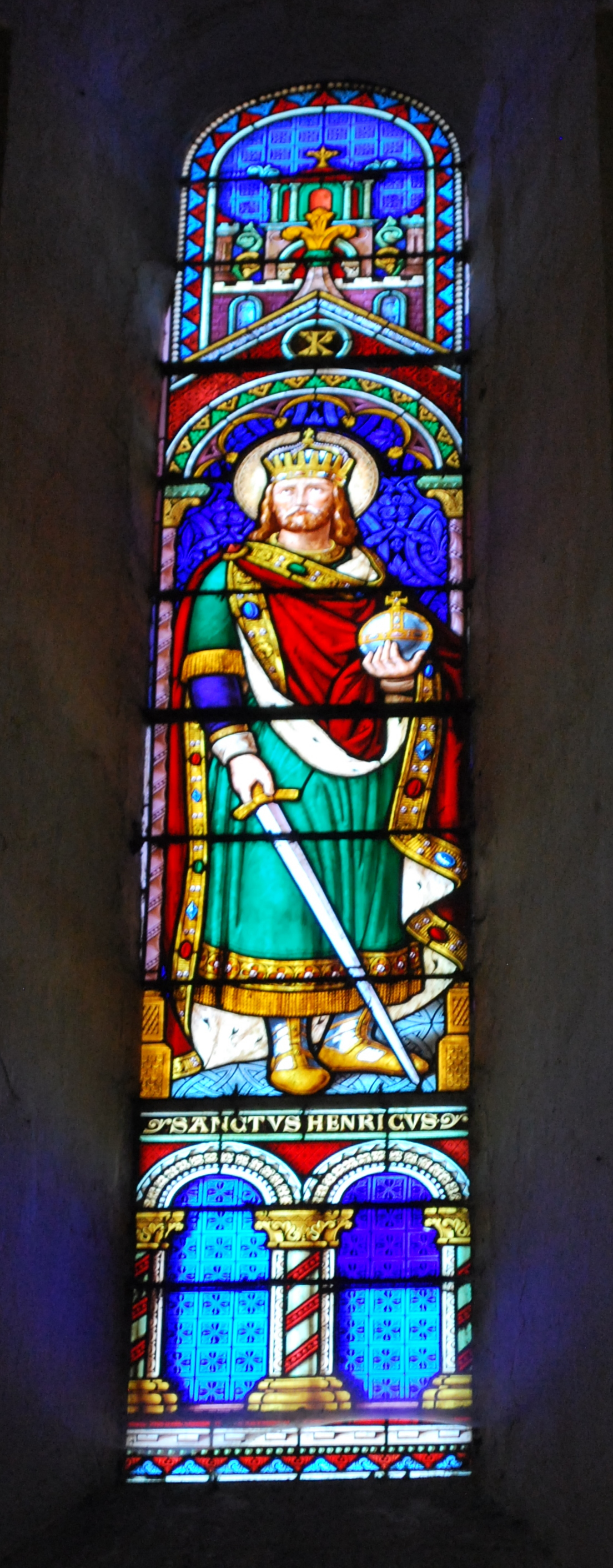
Saint Henri.
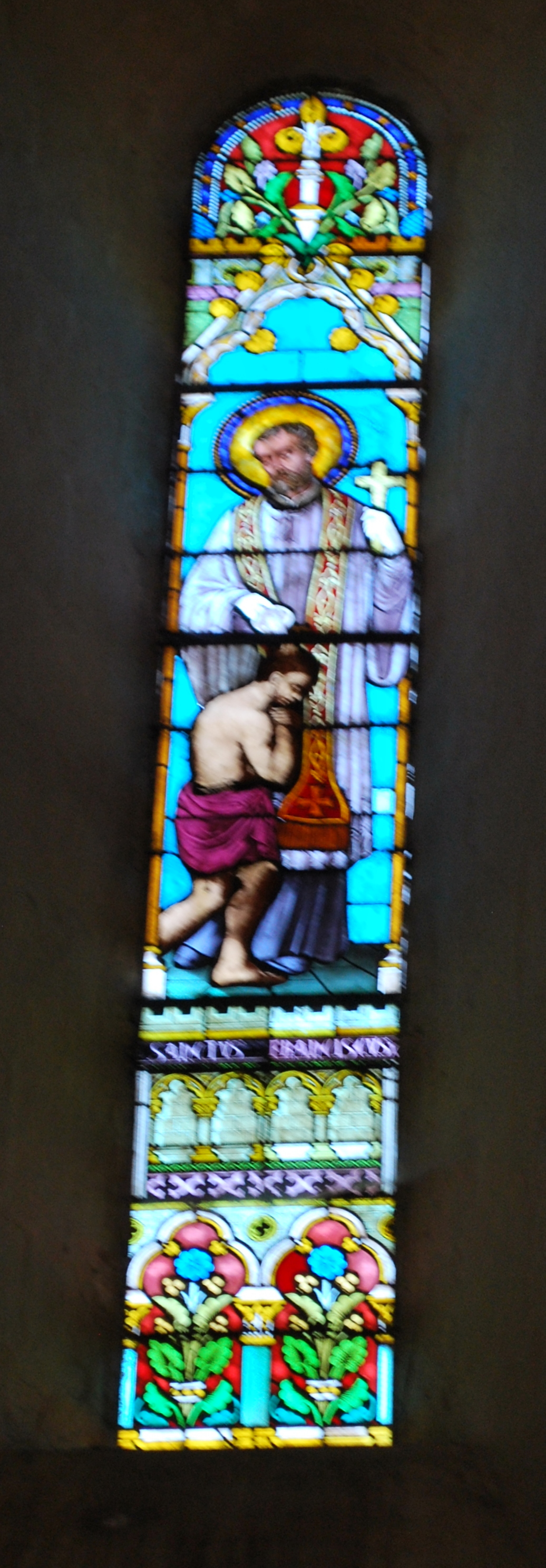
Saint François.
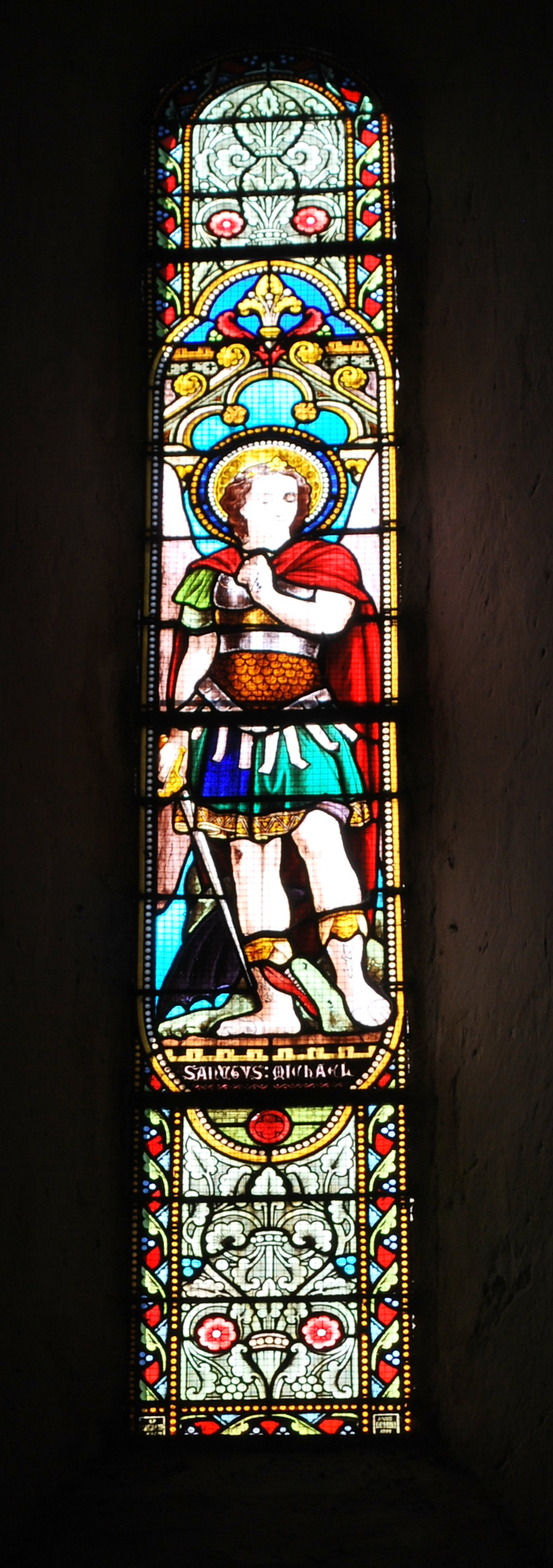
Saint Michel.

| - La crucifixion. - L'Assomption. |

Deux des trois tableaux sont l’œuvre du peintre saintongeais Pierre Vincent né au milieu du XVIIe siècle.
- La Crucifixion (copié d'après le Coup de Lance de Rubens, vers 1815) et classé[8] à titre d'objet le 5 décembre 1908.
- L'Assomption, peint vers la fin de la XVIIIe siècle est classé[9] à titre d'objet le 5 décembre 1908.
- Le troisième tableau est l’œuvre d'un artiste anonyme.

Le mobilier est composé d'une chaire en bois ouvragé, d'un chemin de croix, d'un bénitier en pierre et deux grands crucifix.

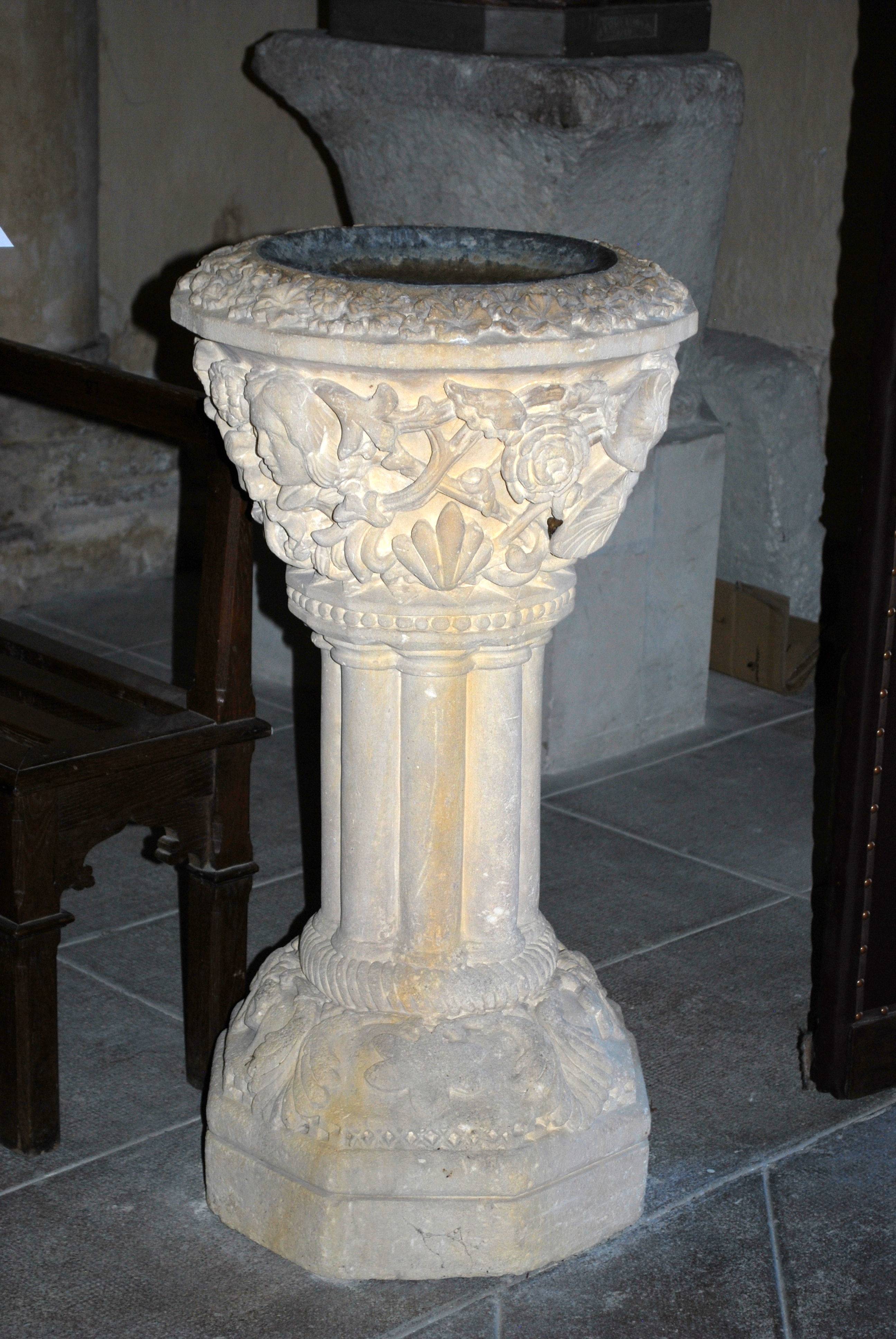
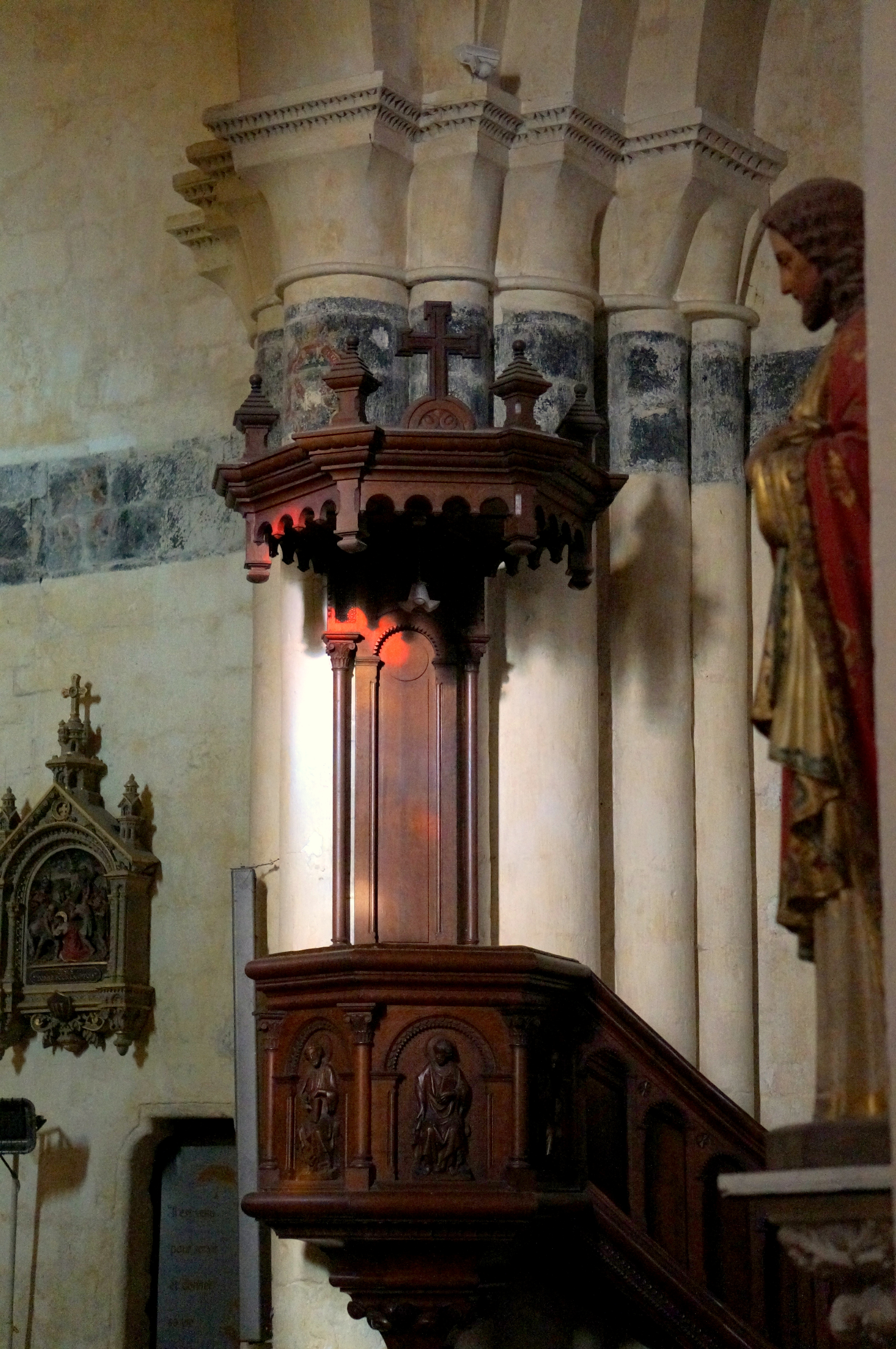
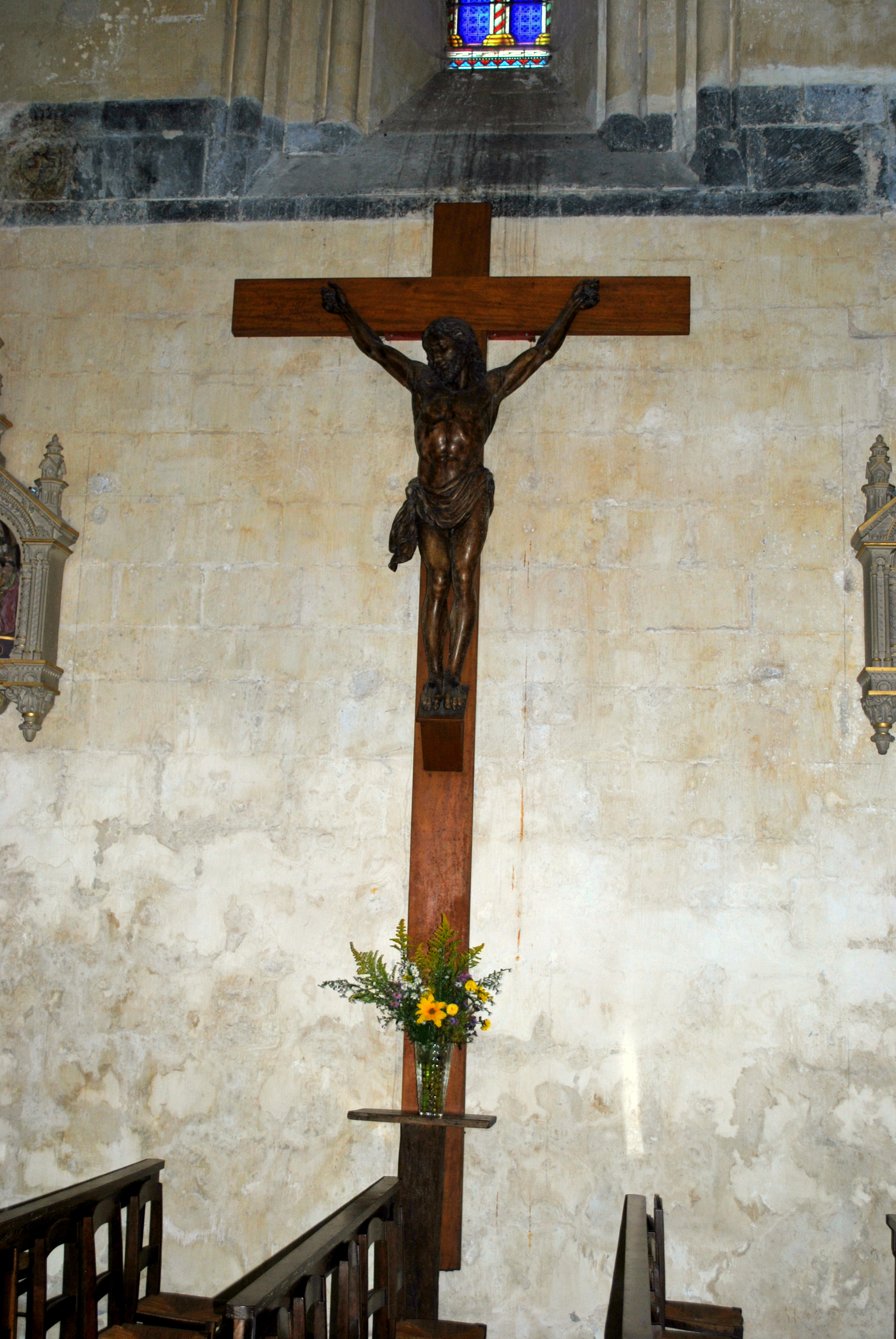
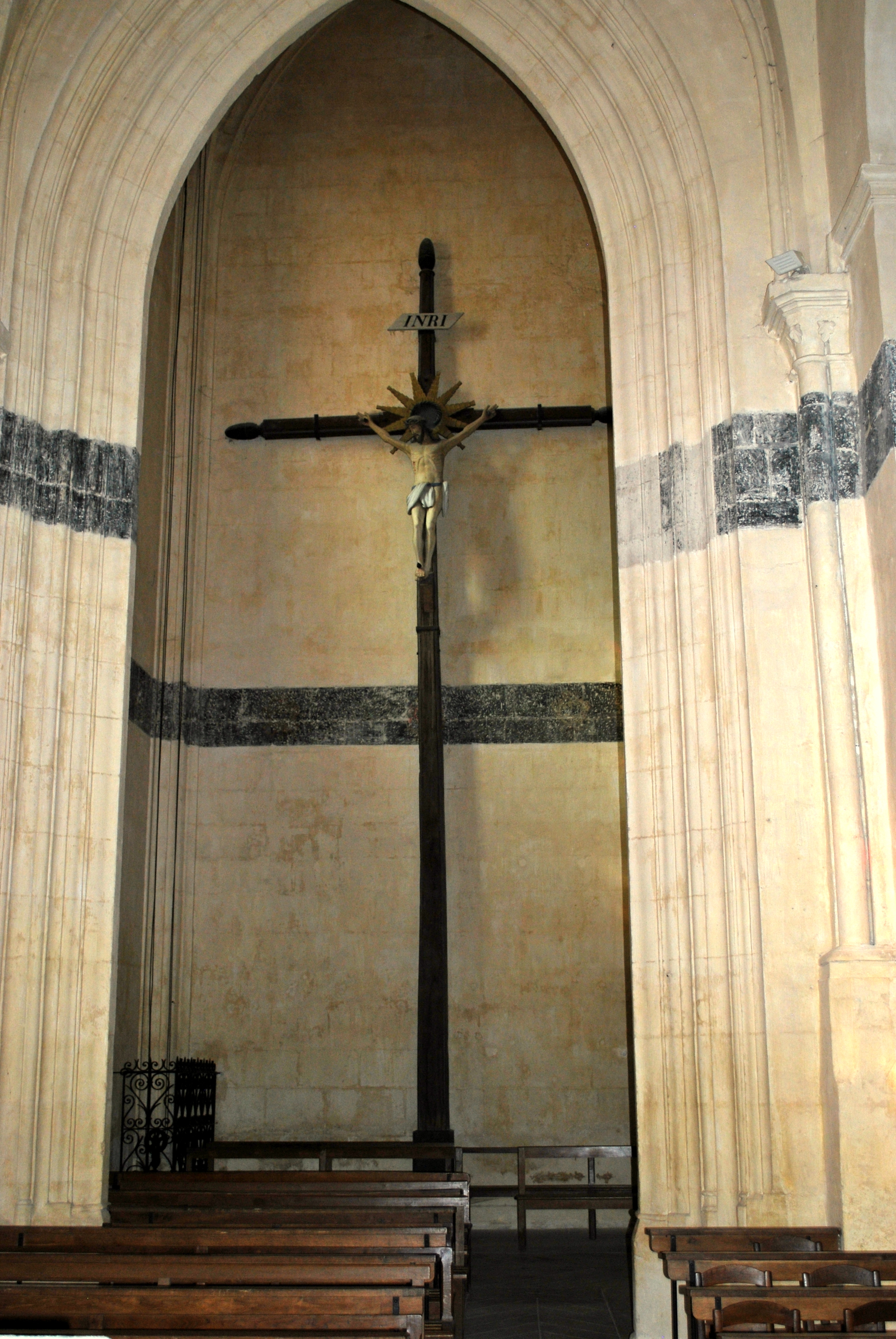

La cloche de l'église, qui date de 1773, a été classée en 1908 et une croix de mission a été inscrite en octobre 1997.